# Jaroslav Kopecký (malíř)
Jaroslav Kopecký (4. srpna 1920, Skuteč – 31. března 2000, Skuteč) byl český malíř.

## Život
Akademický malíř Jaroslav Kopecký se narodil 4. srpna 1920 ve Skutči v rodině obchodníka s látkami Jaroslava Kopeckého a Františky Kopecké, rozené Sílové. Malířství ho upoutalo už jako čtyřletého, když za Skutčí uviděl malíře, který soustředěně pozoroval krajinu a tu pak přenášel štětcem na plátno. Jeho otec zálibu v malování sice podporoval, protože i on rád maloval, ale chtěl mít ze syna lékaře.
Jaroslav Kopecký vystudoval reálné gymnázium v Chrudimi, kde výtvarnou výchovu vyučoval Richard Lander. Soukromě se vzdělával u otcova přítele Gustava Porše. Gustav Porš byl nejen jeho učitelem, ale i přítelem, se kterým rád debatoval o významu a poslání malířství.
Přestože toužil studovat Akademii výtvarných umění, podle přání svého otce nastoupil  roce 1939 na lékařskou fakultu Univerzity Karlovy. Dokončil však pouze první semestr, neboť po studentských demonstracích došlo k uzavření vysokých škol. Následně byl krátce internován. Po propuštění odešel zpět do Skutče, kde během války pomáhal rodičům v obchodě. Nepřestával však malovat a myslet na studium výtvarného umění.
V roce 1945 byl přijat na pražskou Akademii výtvarných umění, kde v letech 1945 - 1949 studoval u Otakara Nejedlého. Současně se zapsal ke studiu chemie na Univerzitě Karlově, neboť ho zajímaly nové materiály. Tento obor však nedokončil, a to z důvodu nového výnosu ministerstva školství, který zakazoval studium na dvou vysokých školách současně. Po úspěšném ukončení studií se vrátil do rodné Skutče. Jaroslav Kopecký zde tvořil víceméně v izolaci. To na jedné straně podmiňovalo specifické vyzrávání názoru a výtvarného projevu, jeho samotného to však vedlo k neustálé pochybnosti o srozumitelnosti své výpovědi. Na malém městě se se svým způsobem tvorby těžce prosazoval, proto se zpočátku živil jako opravář na stavbách či v propagaci obuvnického podniku Botana Skuteč. Tvořit však nepřestával. Svou tvorbu byl nucen opustit až když do jeho života vstoupila nemoc, postupná ztráta zraku.

## Dílo

### Umělecký vývoj
V počátcích své tvorby se Jaroslav Kopecký, ovlivněn Gustavem Poršem, soustředil na rozměrná plátna s dramatickou náladou. Na konci čtyřicátých let vytvořil několik pozoruhodných krajin, které byly ovlivněny nespoutaným projevem Vincenta van Gogha. Tyto obrazy odrážejí jeho emoce a nálady a vytvářejí dojem neklidu a napětí. Později však od tohoto pojetí umění upouští a snaží se o průnik do nitra krajiny, pod povrch, ke skrytým procesům. Tento přístup je silně imaginativní. Ve svém identickém projevu intenzivně pátral po podstatě přírody, kosmu a univerza. Člověk může spoustu věcí pochopit, racionalizovat určité děje a procesy probíhající v přírodě, ale jedinečnost okamžiku lze pouze obdivovat.
V padesátých letech v jeho dílech typizují určité místo reálné prvky. V šedesátých letech vznikla řada strukturálních obrazů, nejednalo se však o pouhou inspiraci tehdy módními tendencemi, ale o vynalézavý a obohacující přístup k této problematice. Díla tohoto období působí magicky, jsou lidsky prostá a zároveň neobyčejná, jako by ukrývala svá tajemství. Celý malířův život provázelo tvůrčí hledání, sám řekl: „… snažil jsem se vždy ponořit se pro nové vjemy sám do sebe. Aby vždy zrcadlily skutečnost. Sám nemám rád v obraze tlumočení jen vysněných představ, navíc namalovaných akademicky. Hledal jsem proto k vyjádření i adekvátní techniky – a možná se tím i tříštil. Ale vše, jak se dnes na to dívám, jsou vlastně pramínky sbíhající se do většího toku. Zda i do řeky, bude záležet jen na mé síle.“
Jaroslava Kopeckého v jeho tvorbě ovlivnila krajina uhelných slojí Mostecka, kde v mládí pracoval jako brigádník. Největší inspirací pro něj však zůstávalo rodné Skutečsko. Ve svých dílech se soustředil na strukturu krajiny, drsnou, kopcovitou s četnými lomy. Od vizuálního zachycení povrchu postupně přecházel k imaginativnímu zobrazování krajiny a záznamu vlastního prožitku. Základními prvky tvorby pro něj byly voda jako symbol života a proměny a kámen jako symbol trvání.
Díla Jaroslava Kopeckého zobrazují krystalizaci hornin, horizontální geologické vrstvy a různé přírodní útvary. Zavádí do prostředí zatopených lomů, lesů, polí, rašelinišť, horských pramínků, skal, prašných cest a připomínají kamenickou tradici kraje.

### Výtvarné techniky
Ve své tvorbě často užíval olej, temperu, akronex, sololit, lepenku či dřevořez. Pomocí vytváření nových technik a kombinace nezvyklých materiálů vytvářel iluzi zemského povrchu. Často modeloval plastický reliéf, aby naznačil strukturu terénu či působení fyzikálních sil. Nicméně se nesoustředil na detail, ten podle něj pouze rozmělňuje pádný výraz. Ve své tvorbě užíval spíše tlumené barevné tóny, ale do svých obrazů zakomponovával i jasné barvy, které celý obraz dokázaly rozzářit.
Monotypem se zabýval systematicky od roku 1958. Jak sám říkal, snažil se v něm hledat krystalickou čistotu světa, analyzovat a rozkládat v krajinu. Výraz monotypů je podmíněn způsobem nanášení barevné pasty na tiskovou plochu a jejím zpětným odebíráním špachtlí.

### Výstavy
Obrazy, grafiku či monotypy Jaroslava Kopeckého vlastní kromě řady kulturních i veřejných institucí a sběratelů Východočeská galerie v Pardubicích, Oblastní galerie Vysočiny v Jihlavě, Gallery Cyrany v Heřmanově Městci, Galerie moderního umění v Hradci Králové, galerie v Jičíně, Ústí nad Orlicí a jiné. Kopecký uspořádal řadu samostatných výstav, například v Praze, Pardubicích, Chrudimi či Skutči. Jeho díla byla vystavována také v zahraničí, a to například v Bratislavě, Německu, Polsku či Švédsku.

## Galerie

### Díla Jaroslava Kopeckého

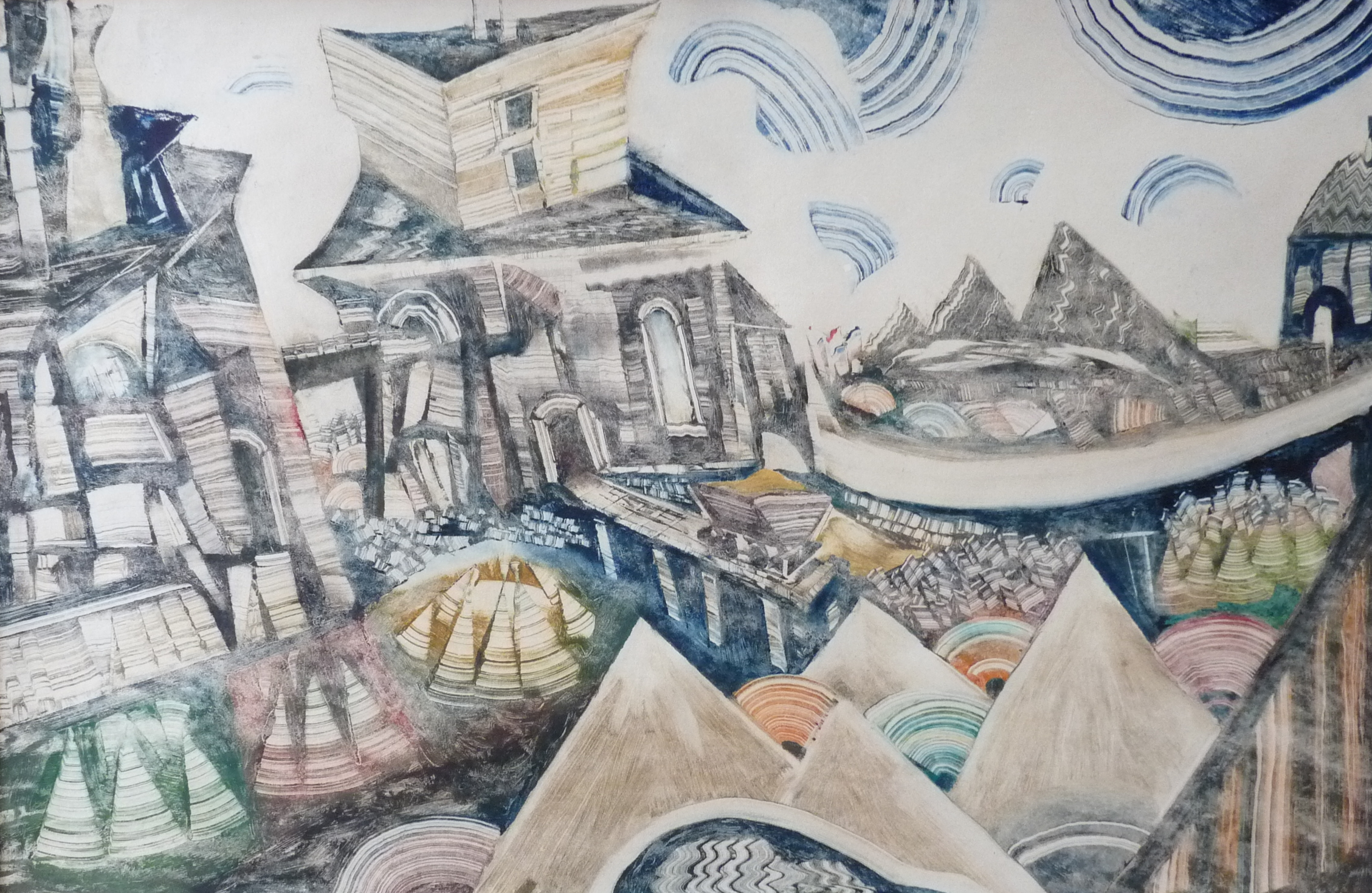
Brusírna achátů - monotyp
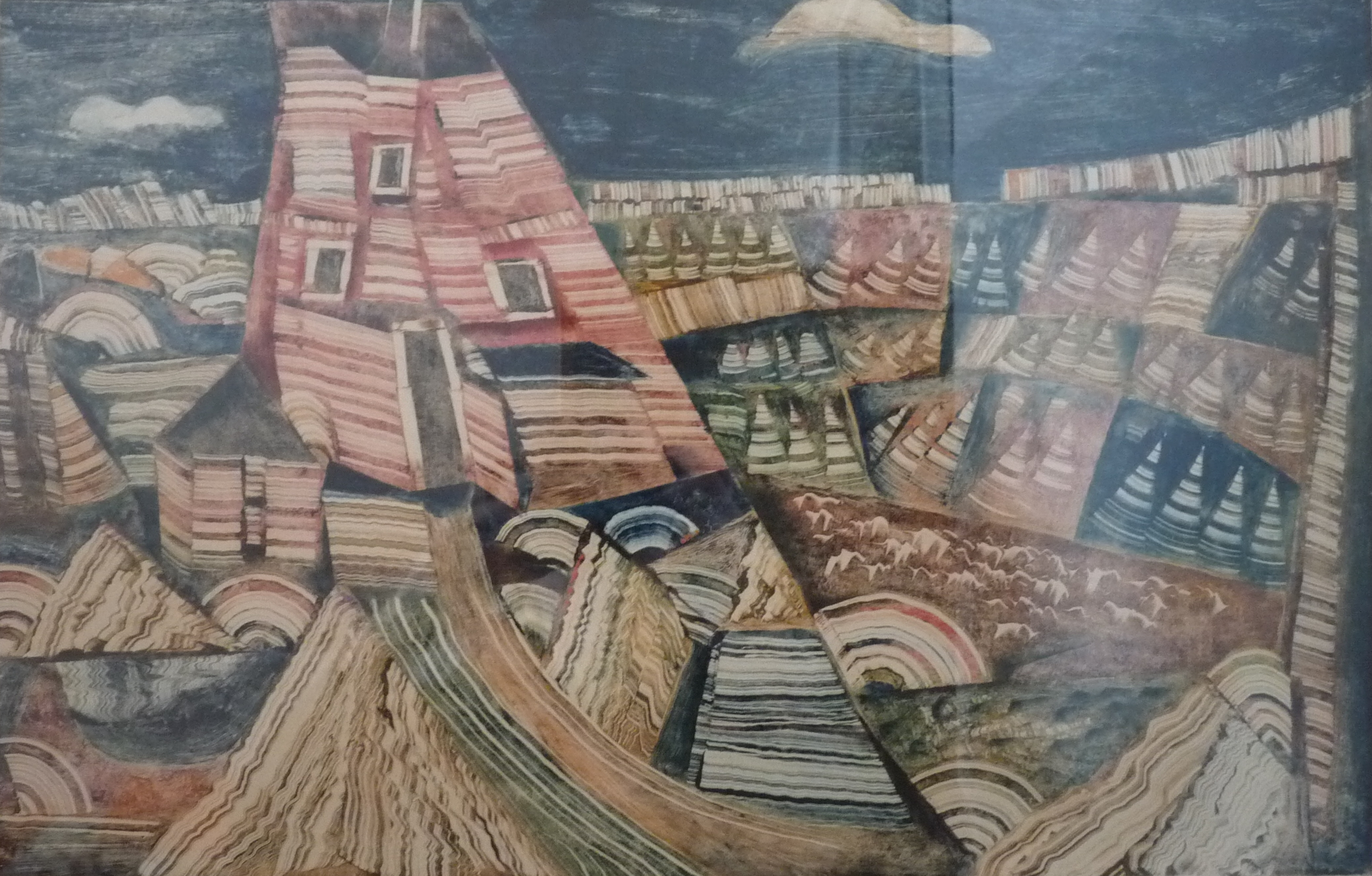
Červený dům - monotyp
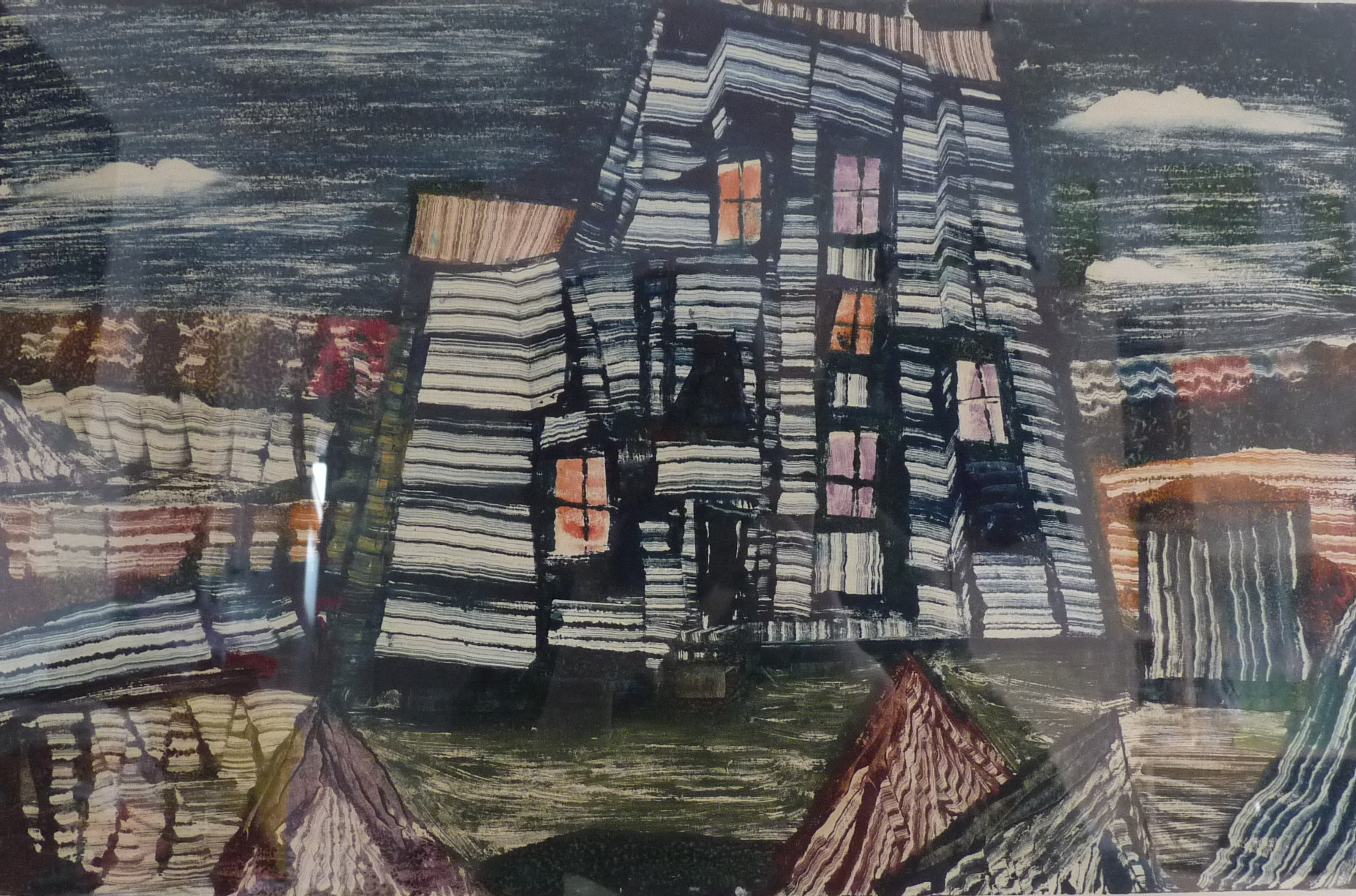
Modrý dům - monotyp
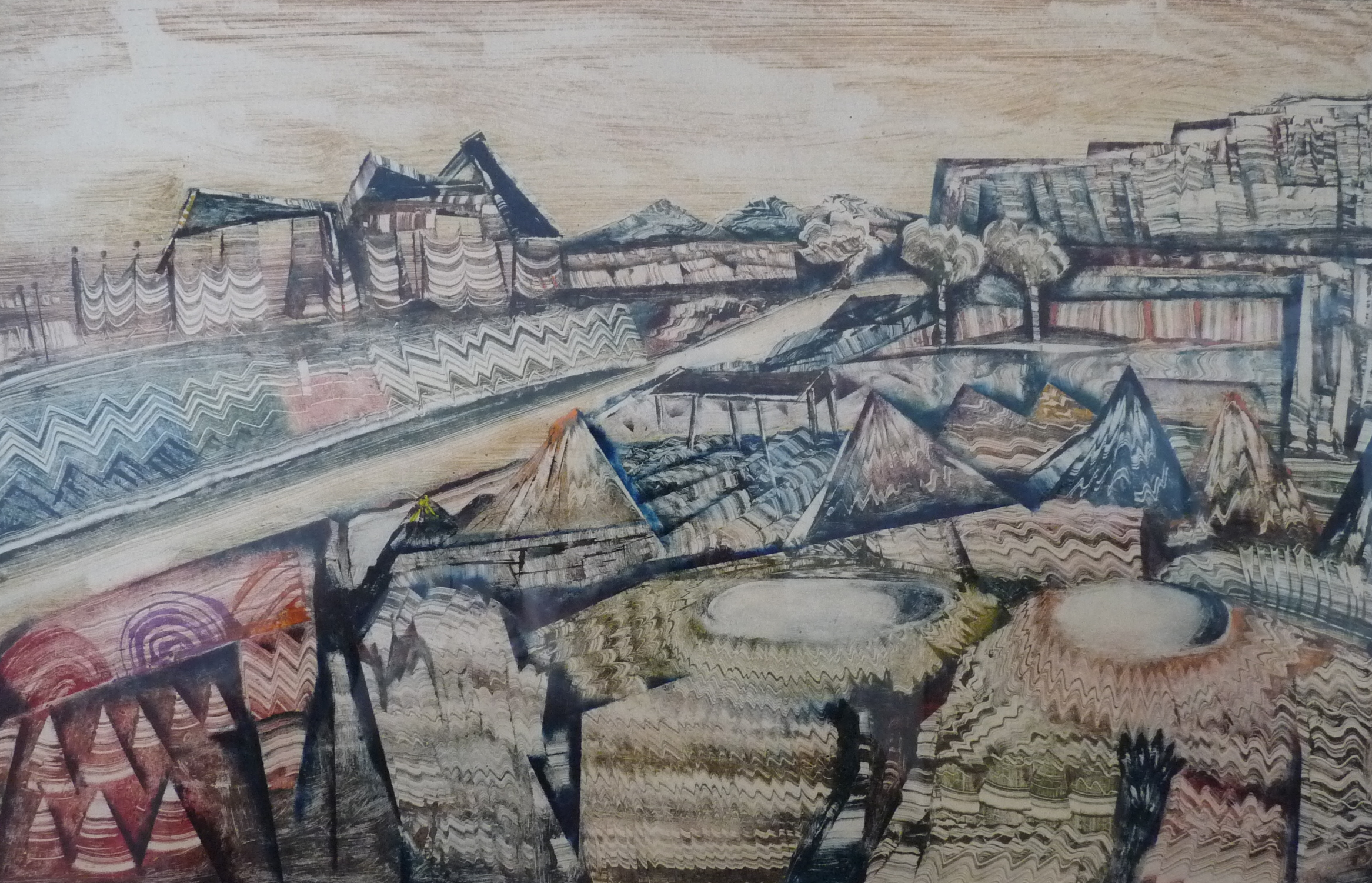
Dům na pokraji diamantového pole v Kimberley - monotyp
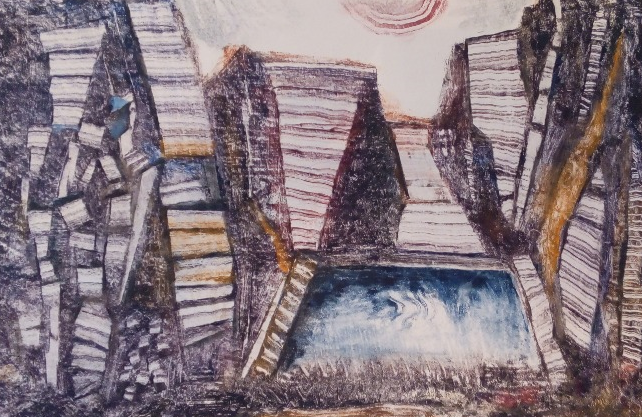
Lom s cerici se vodni hladinou - monotyp
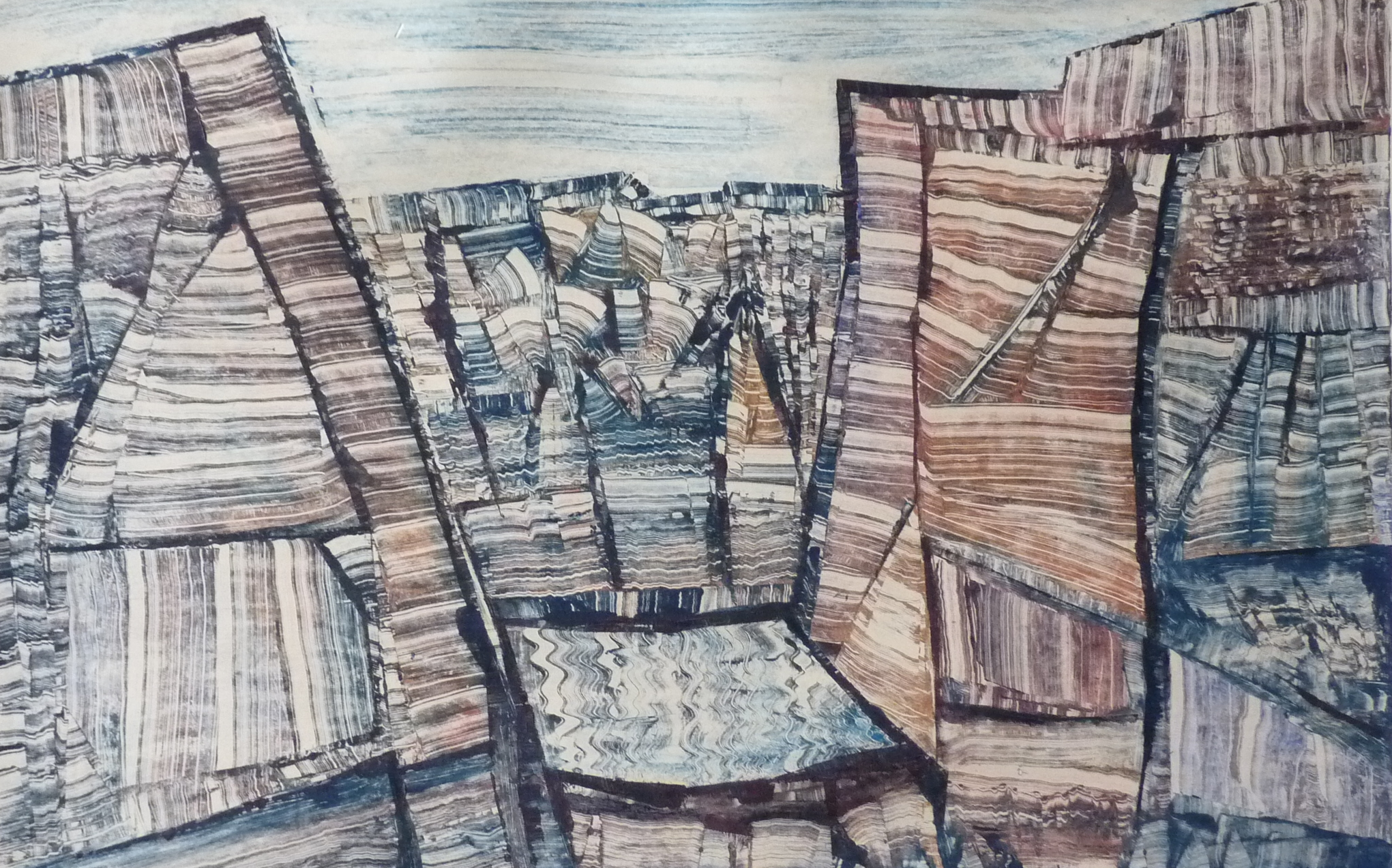
Hnízdiště lišaje - monotyp
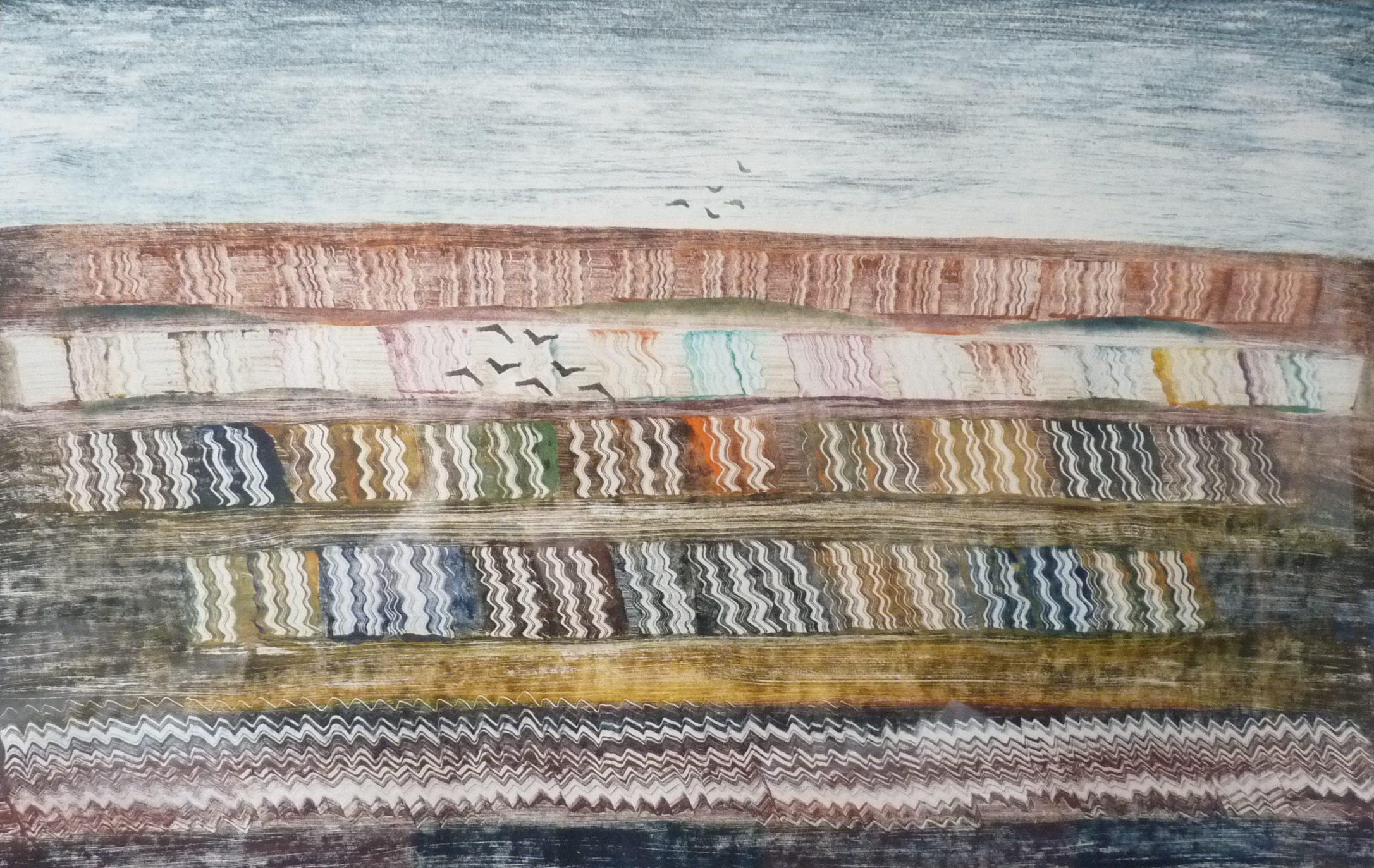
Jarní pole s vyfoukanou oblohou - monotyp
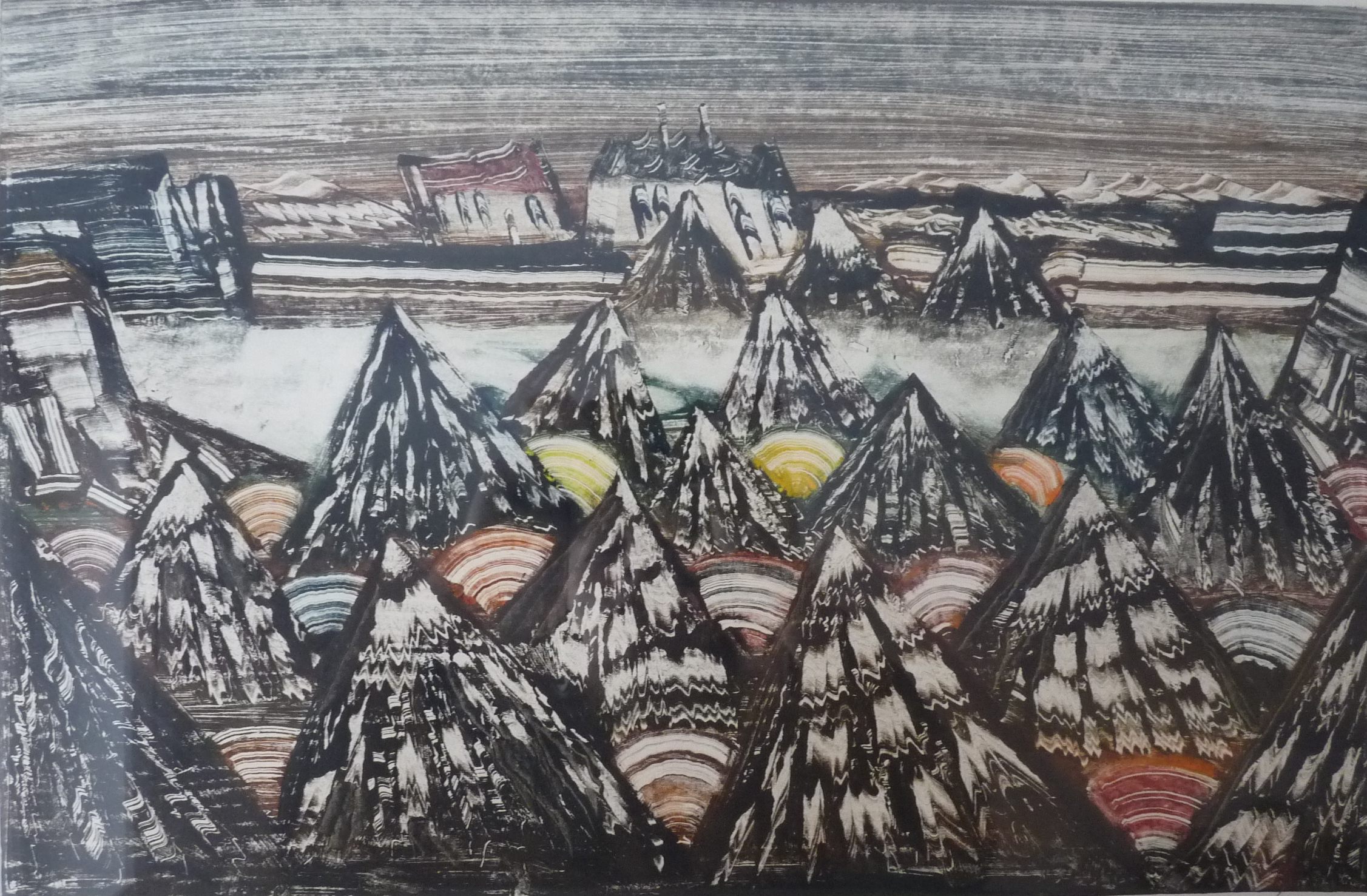
Krystalická krajina s kovovým leskem - monotyp
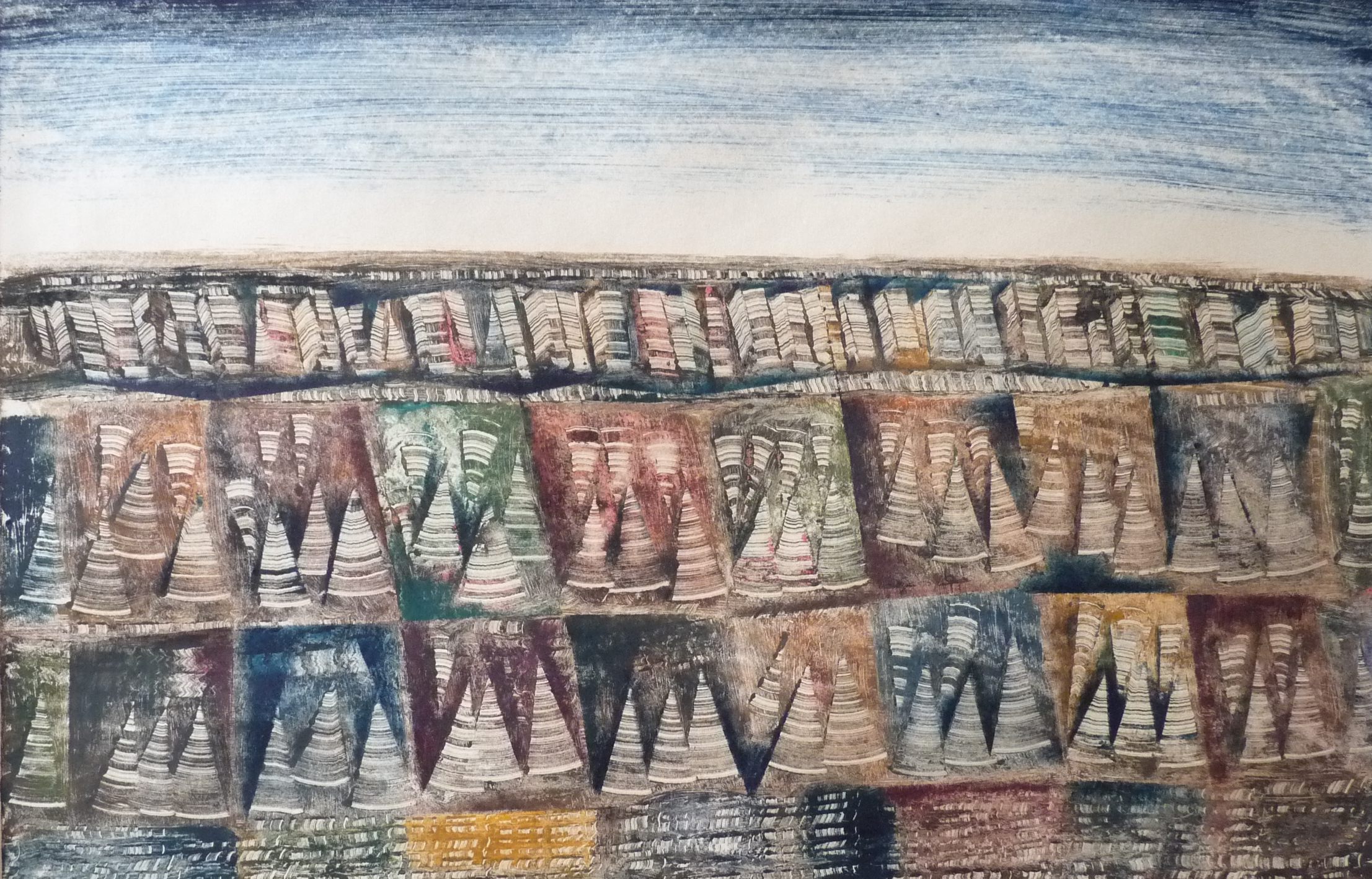
Lože krystalů - monotyp
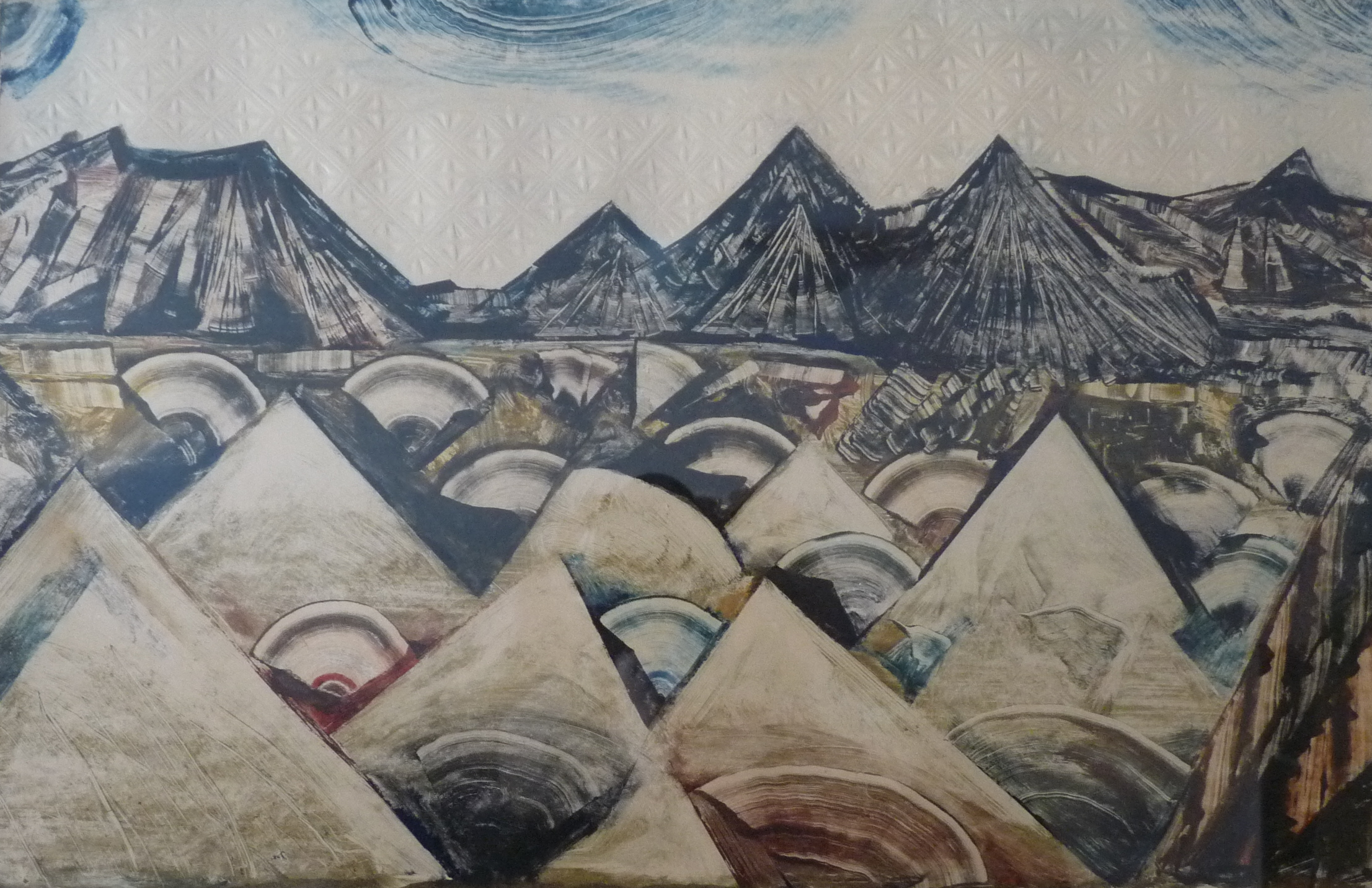
Naleziště - monotyp
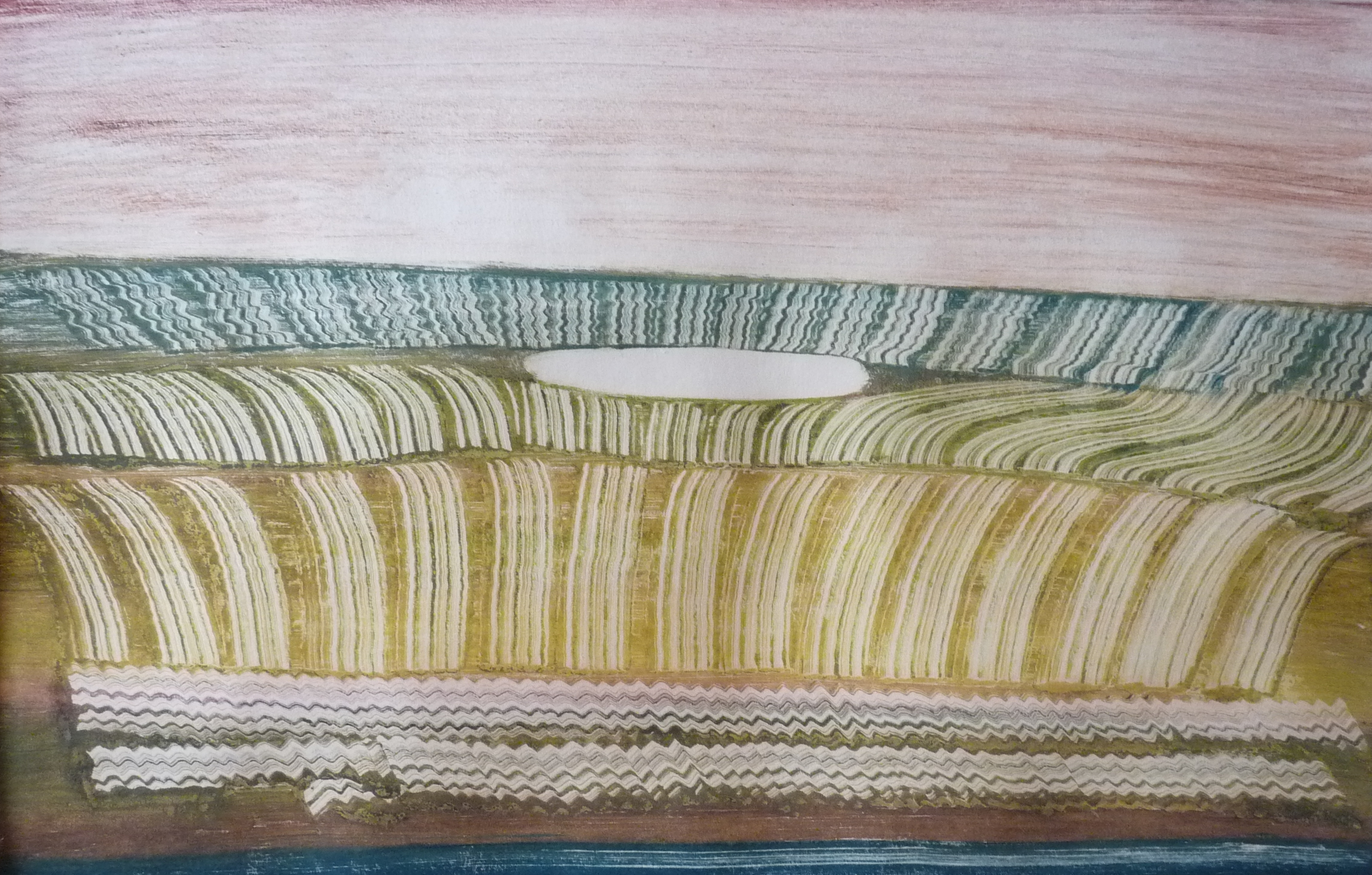
Pole se zamrzlým jezírkem - monotyp
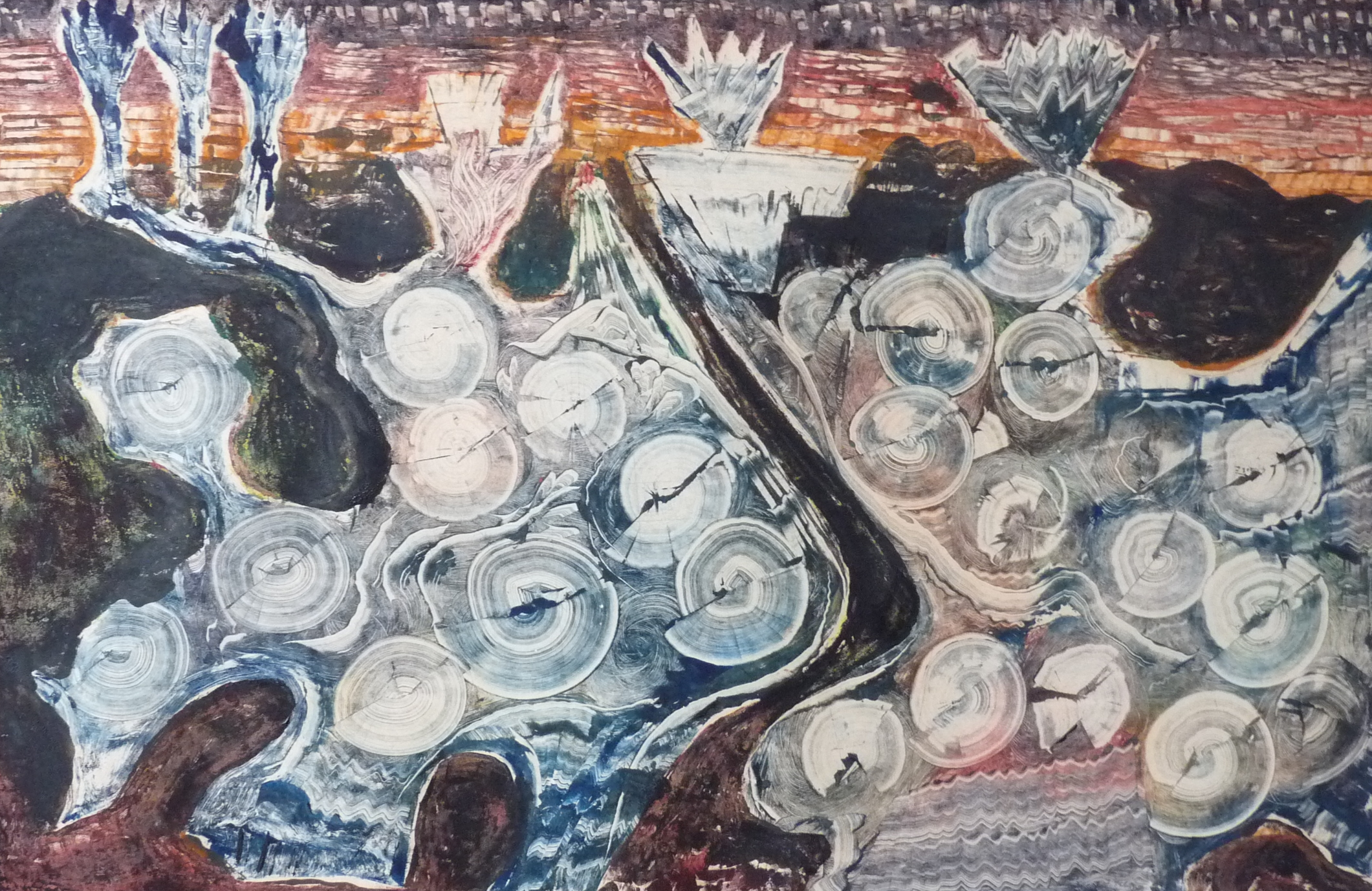
Volání říše Inků - monotyp
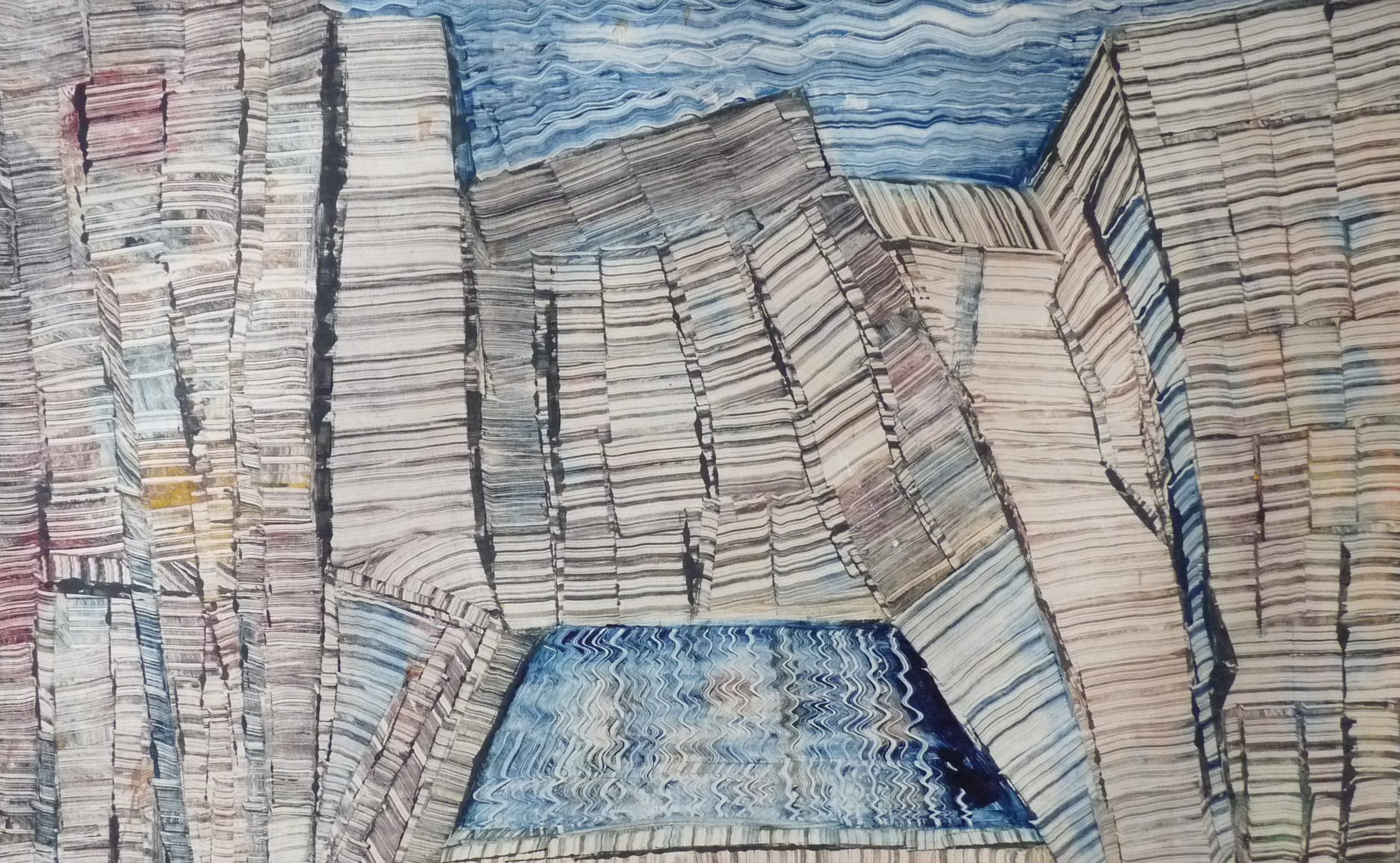
Zatopený opukový lom - monotyp
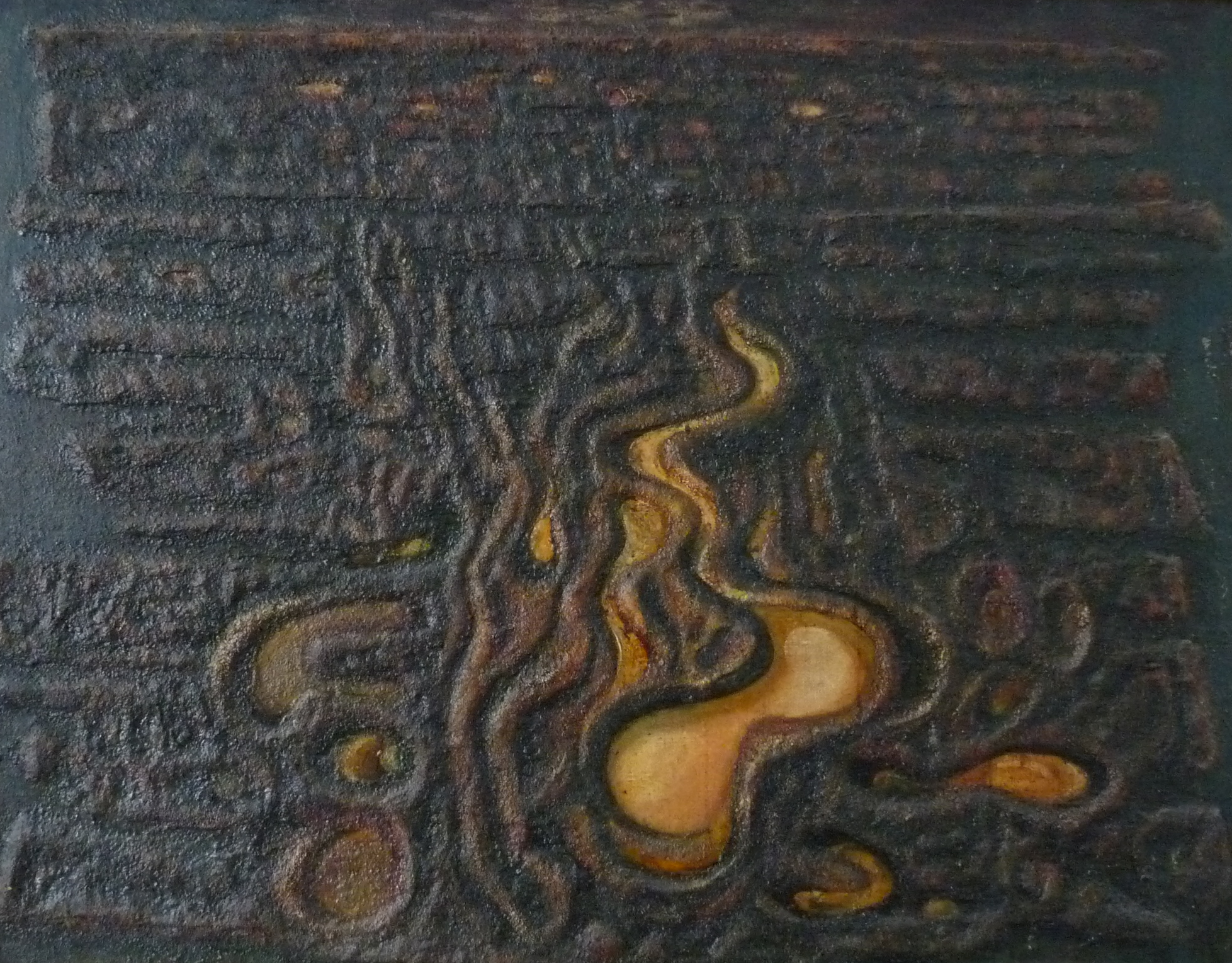
Bahna v pozdním zážehu
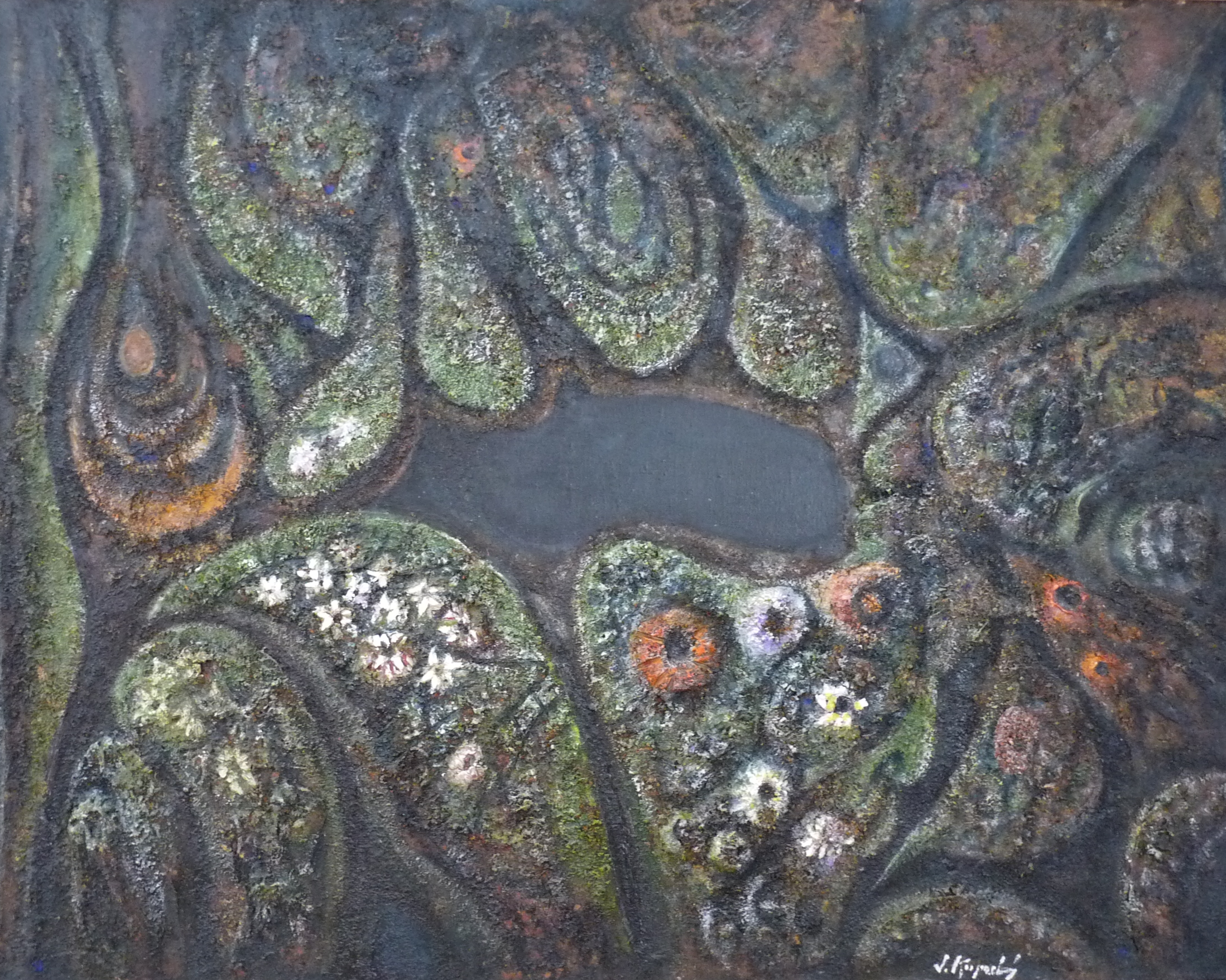
Květy na bahnách
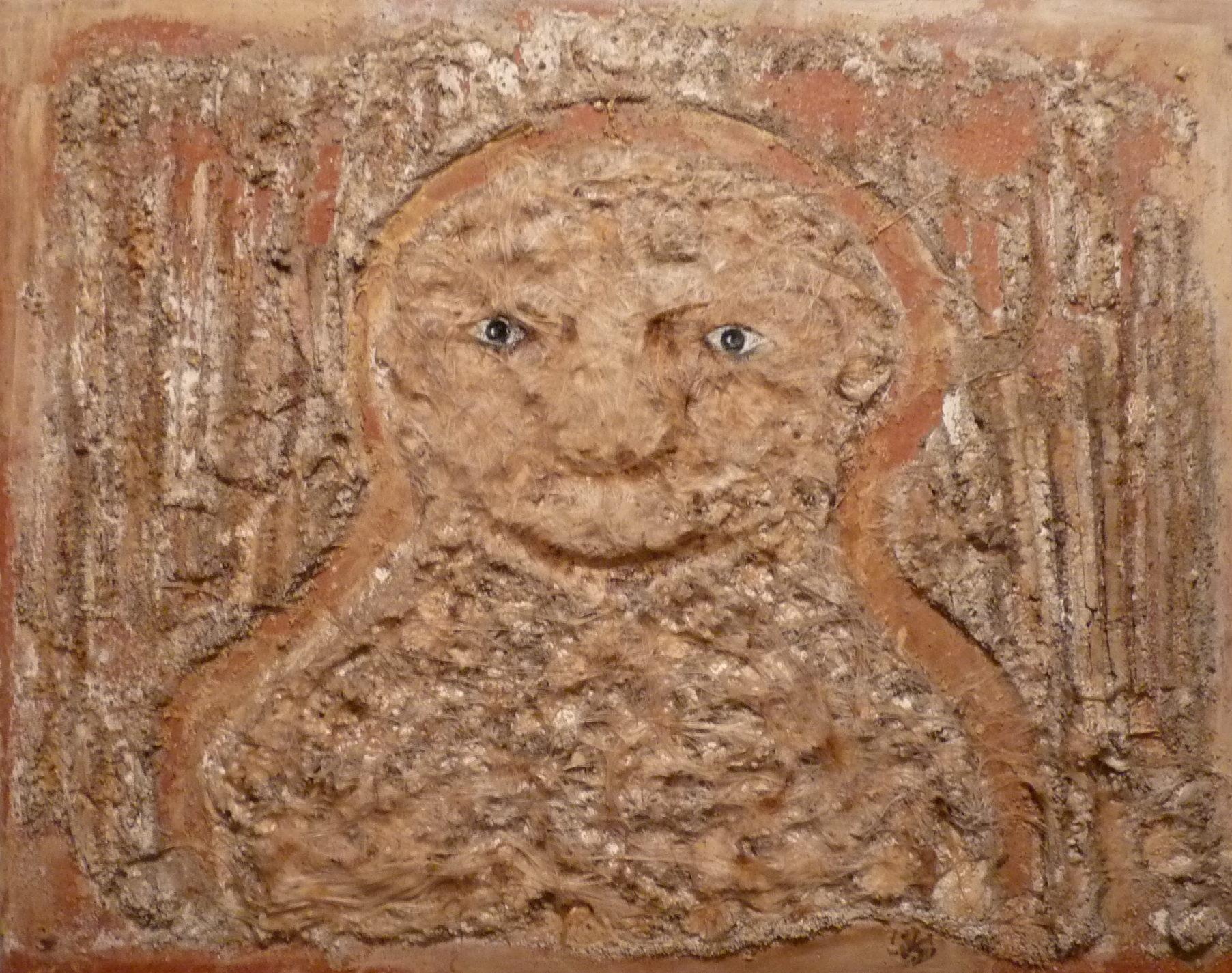
Člověk beránek
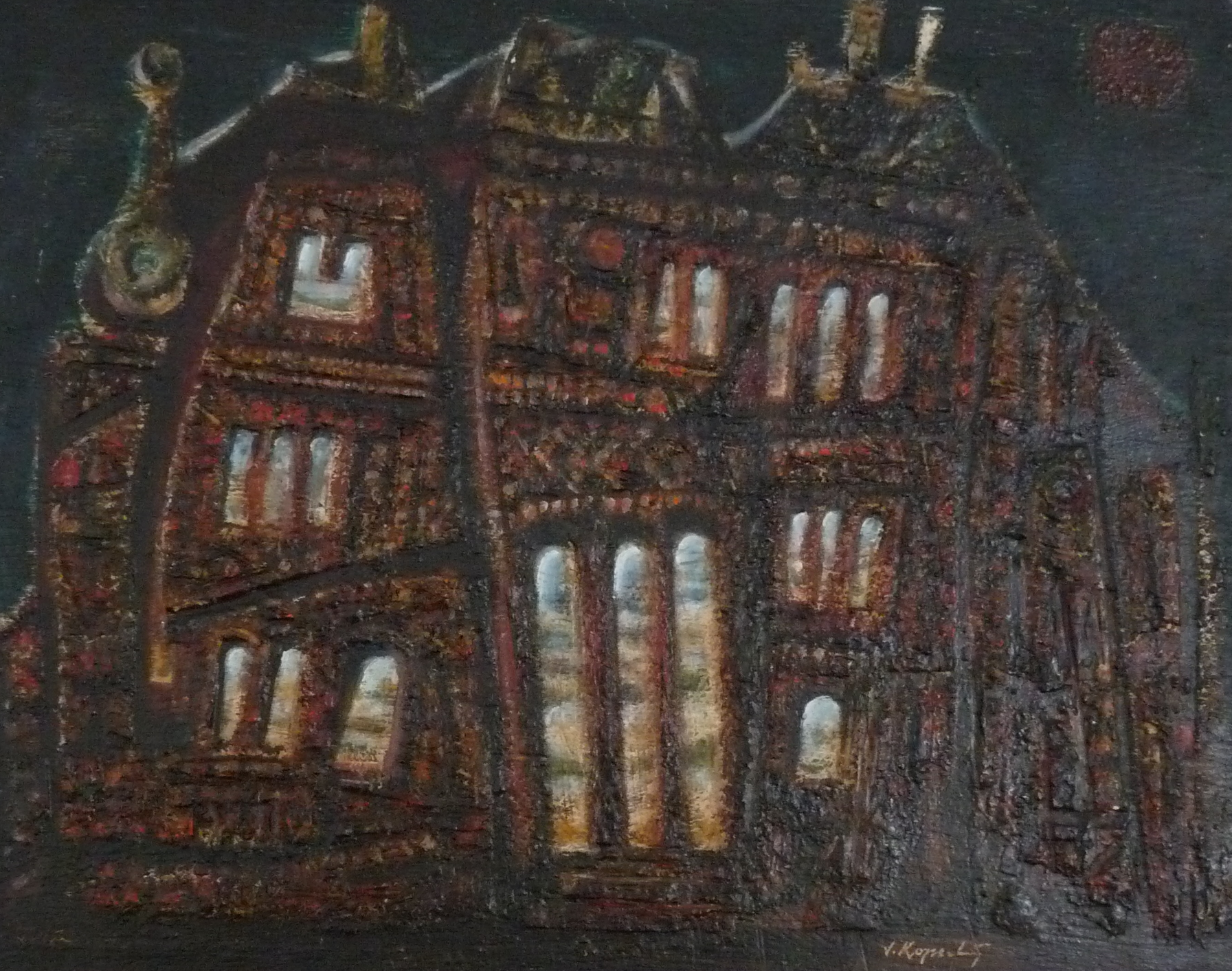
Dům tisíce světel
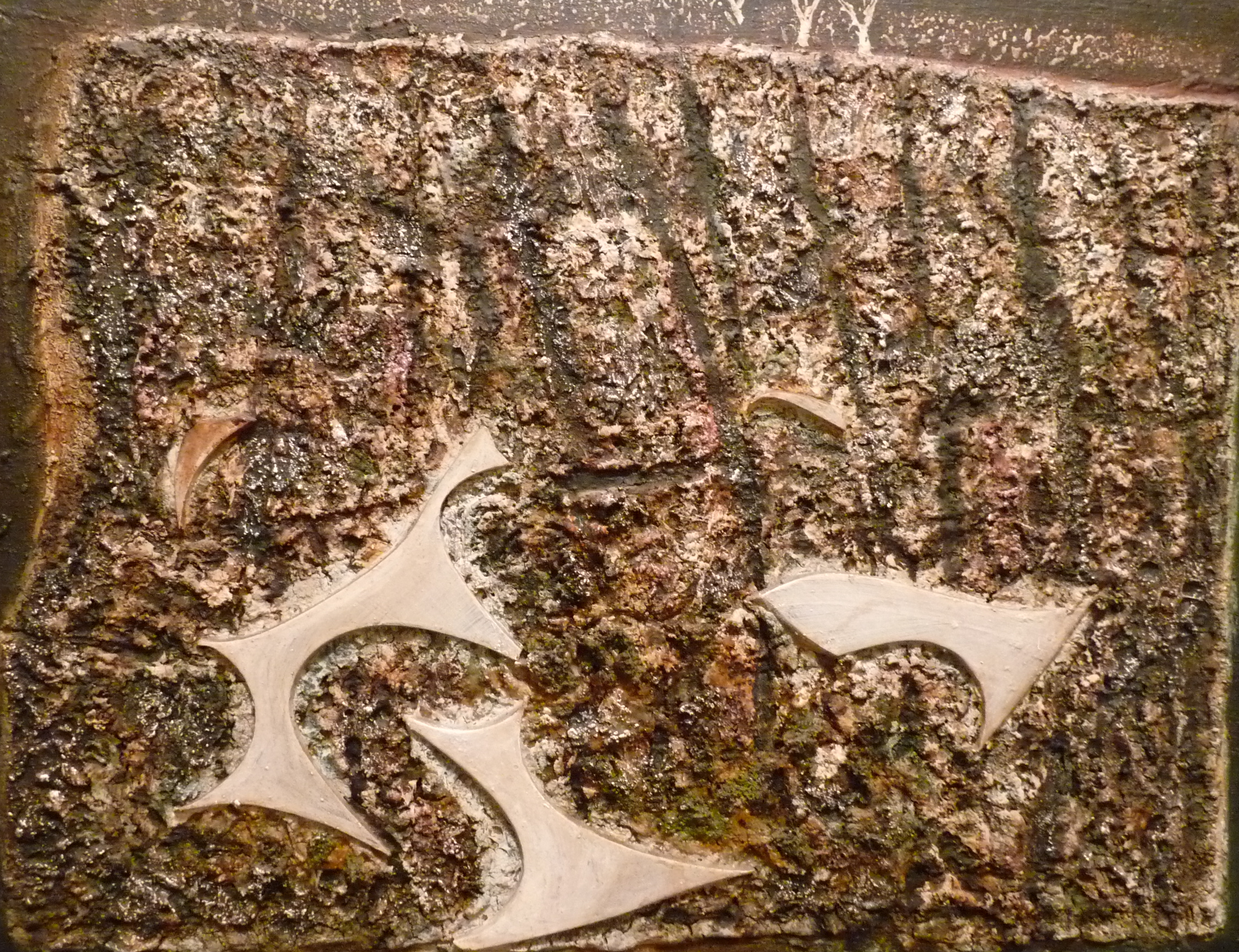
Krajina se zbytky sněhu
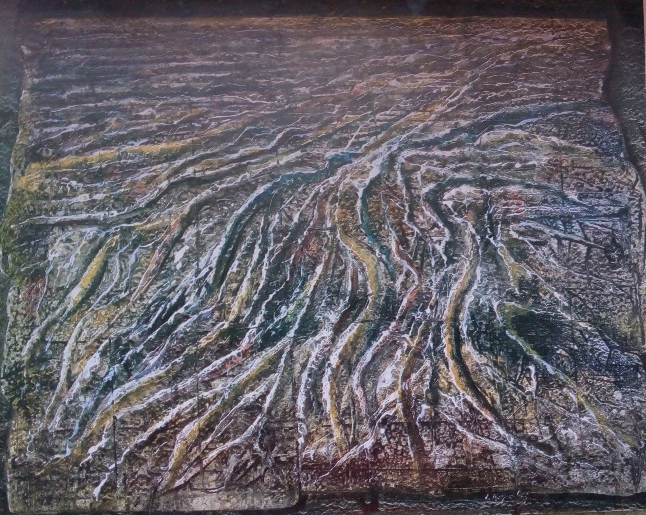
Mapa větrů
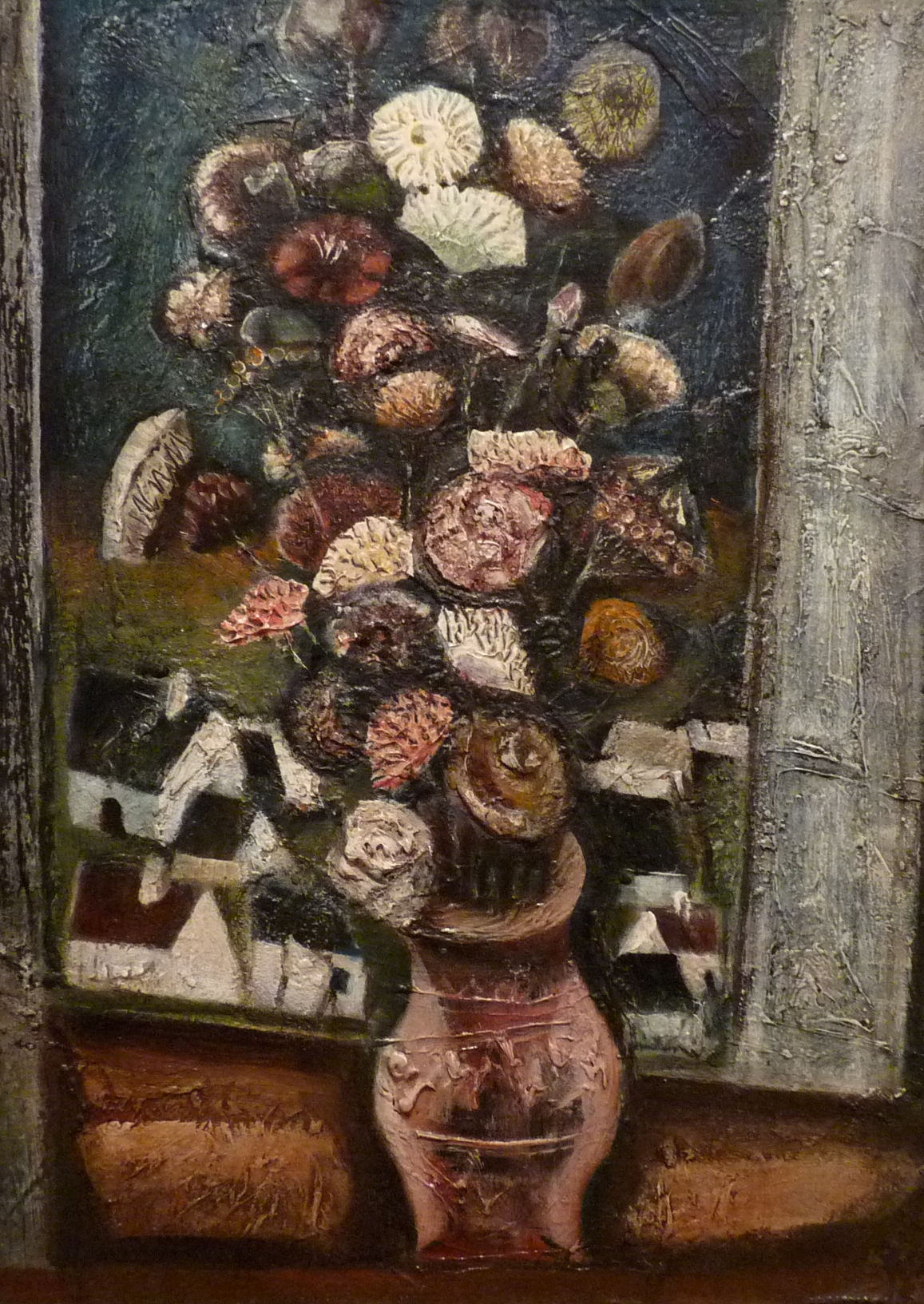
Okno s kyticí
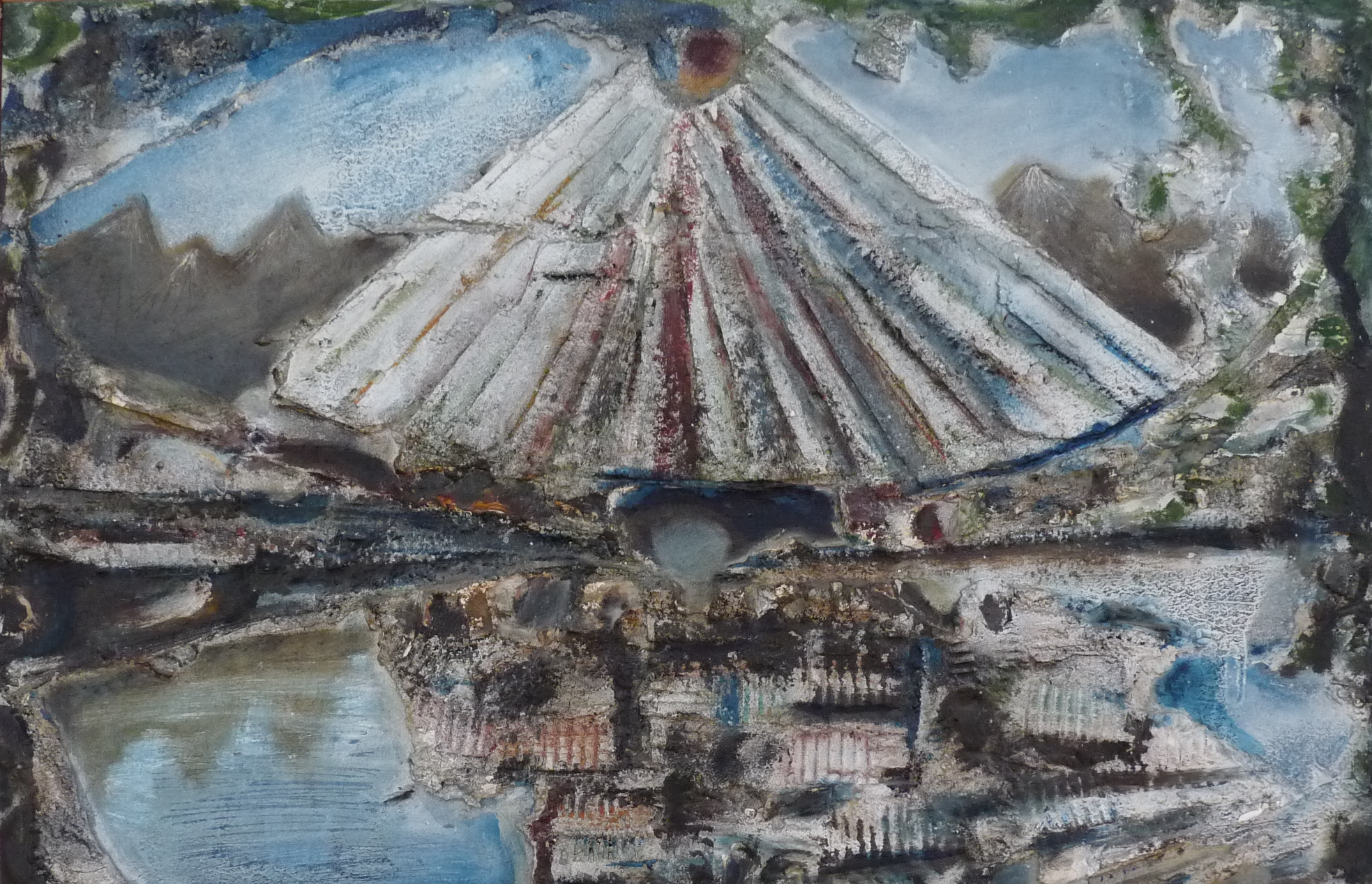
Věčno pro Hirošimu
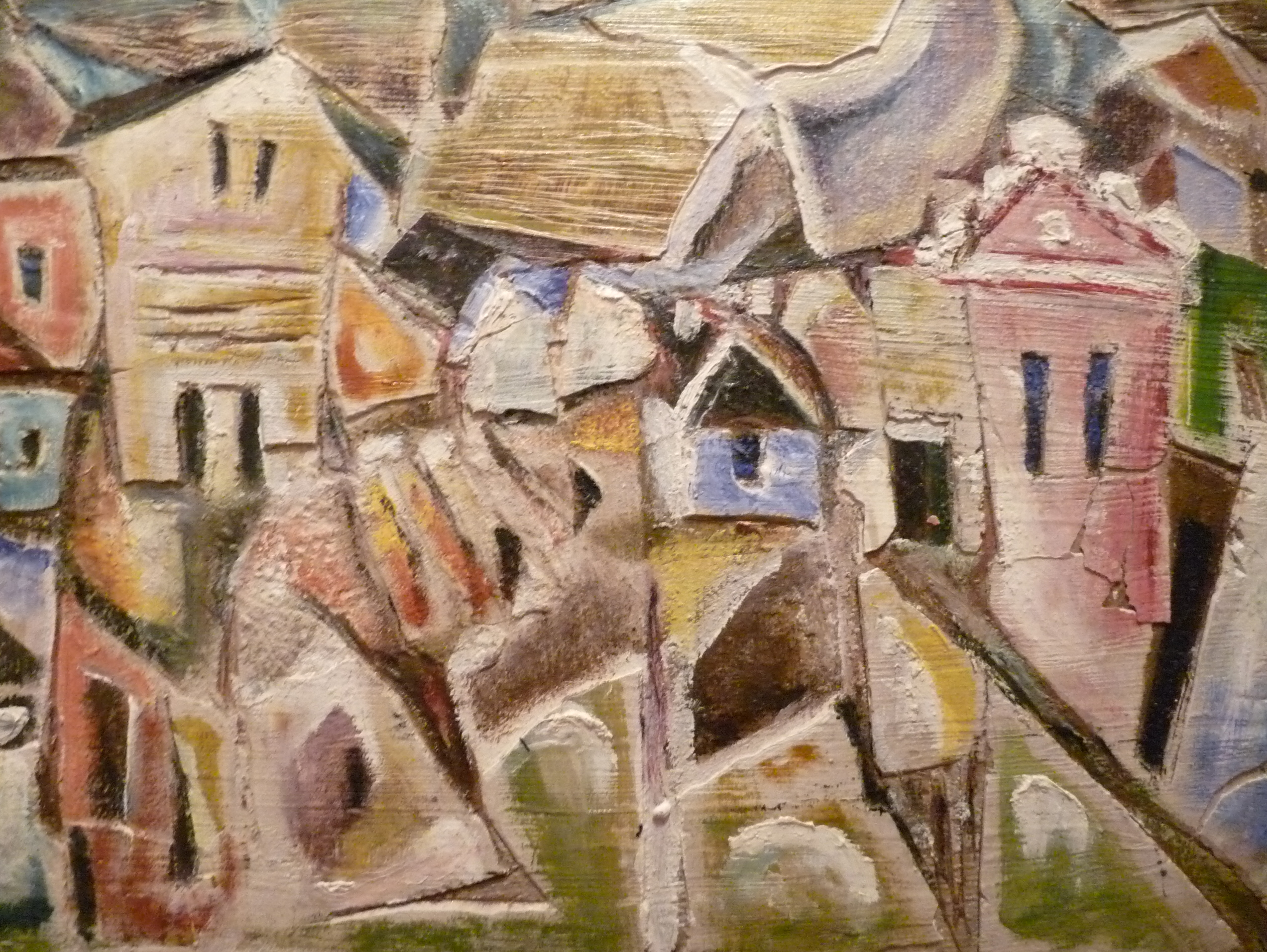
Vesnice
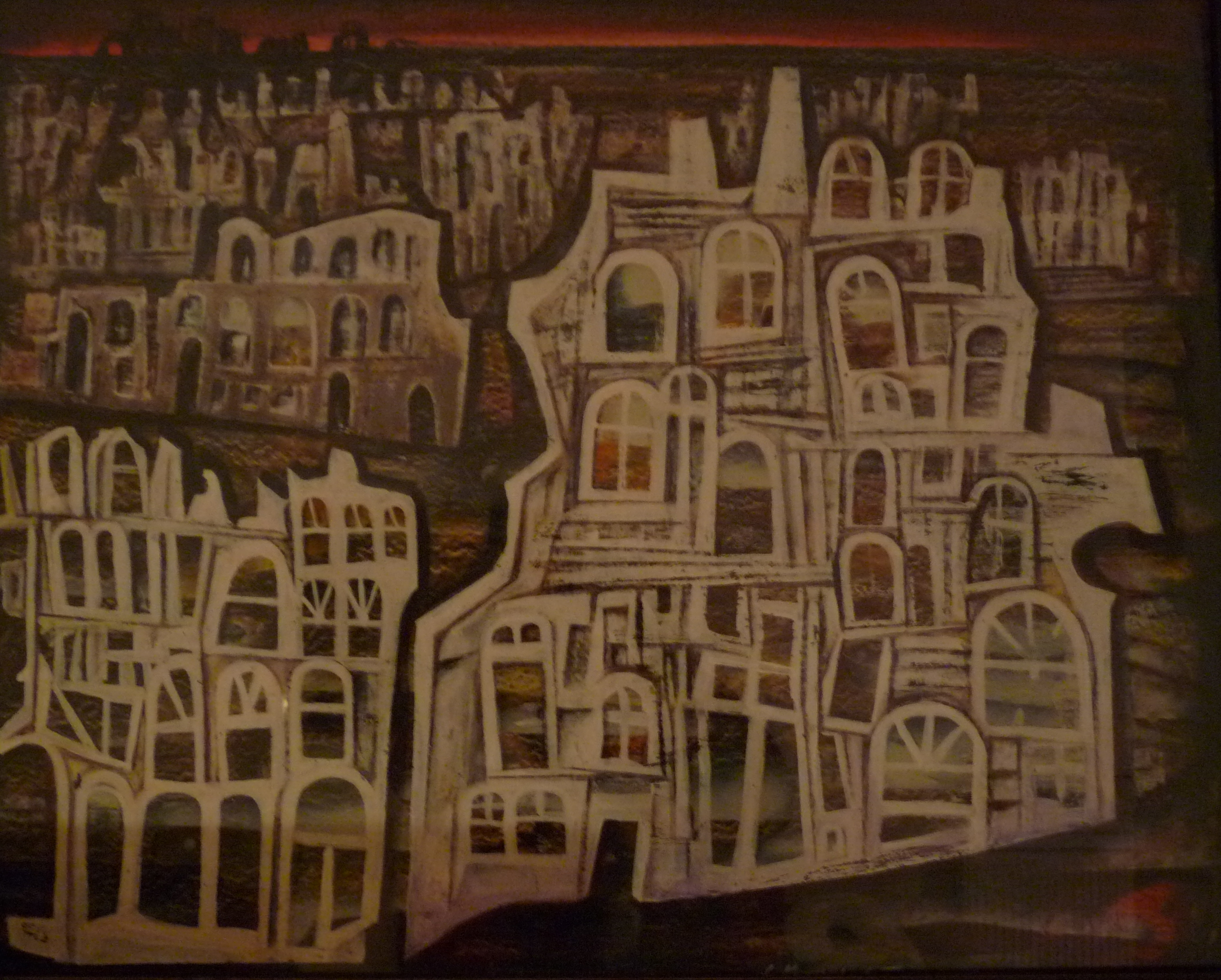
Bílé zotavovny Krymu zničené fašisty
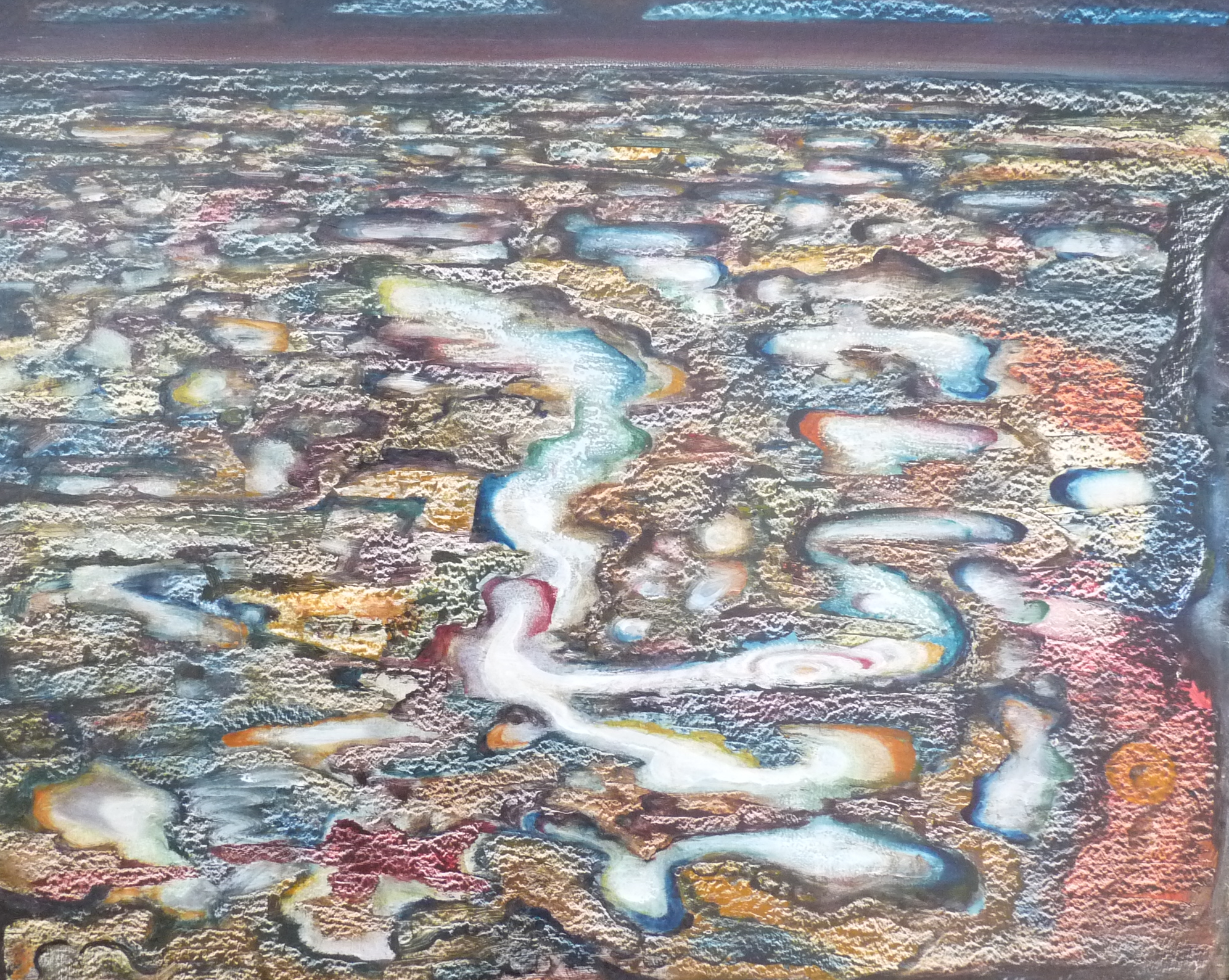
Geologická krajina

### Fotografie ze života Jaroslava Kopeckého

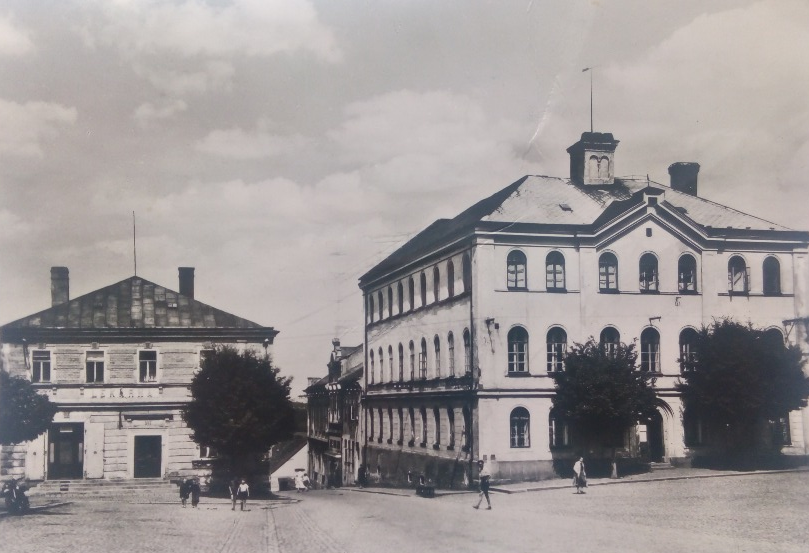
Skuteč-náměstí v pozadí s rodným domem Jaroslava Kopeckého
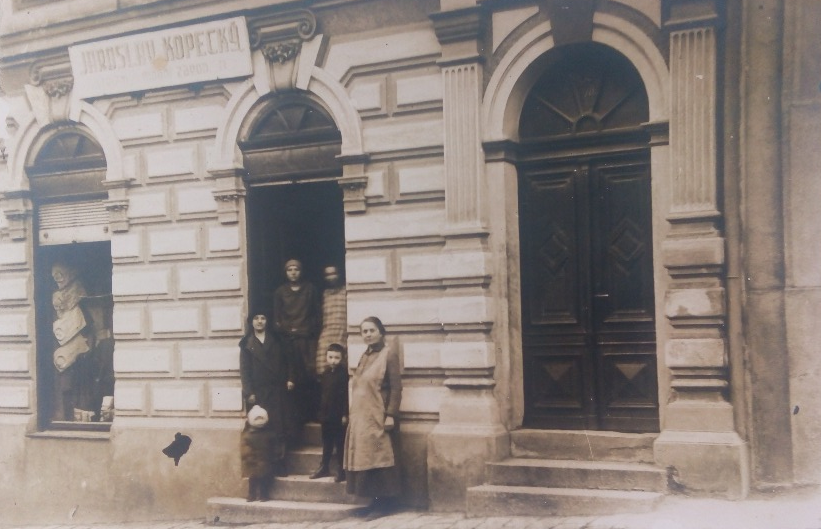
Malý Jaroslav Kopecký u rodného domu
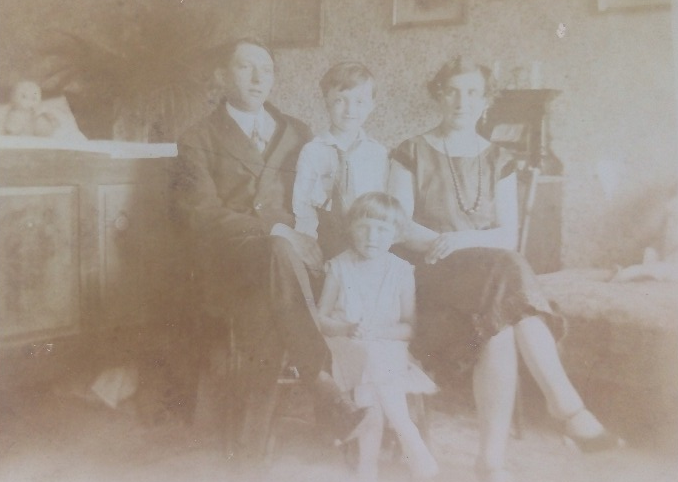
Jaroslav Kopecký s rodiči a sestrou
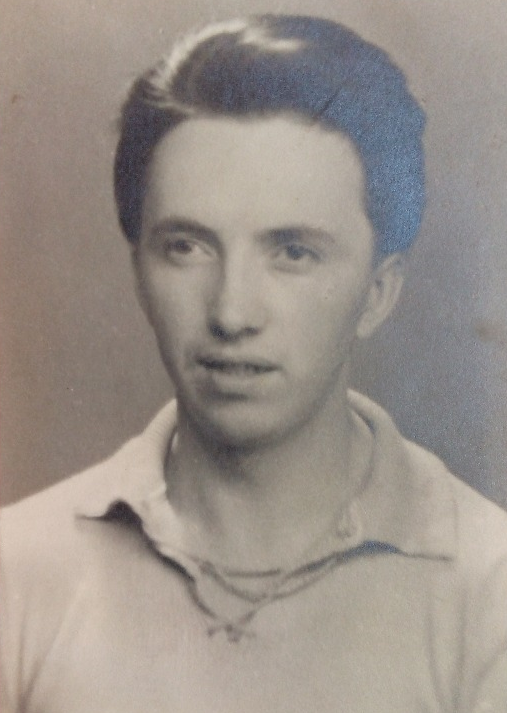
Studentská léta
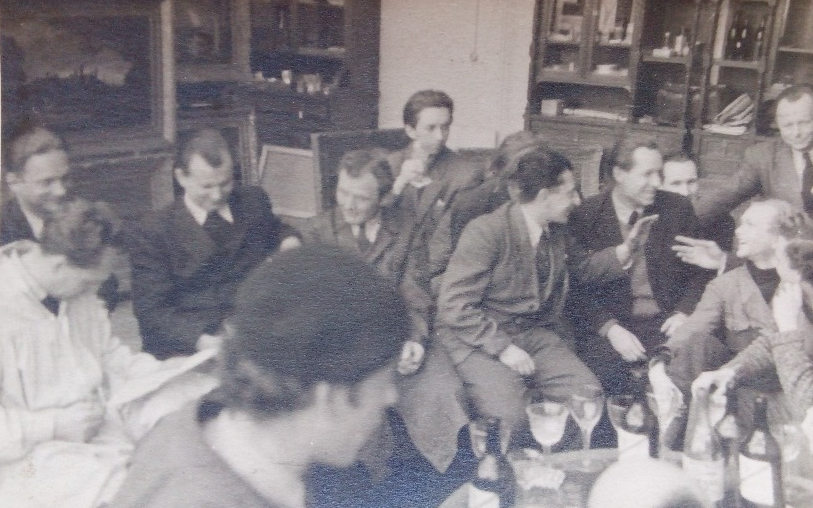
Jaroslav Kopecký na Akademii výtvarných uměni
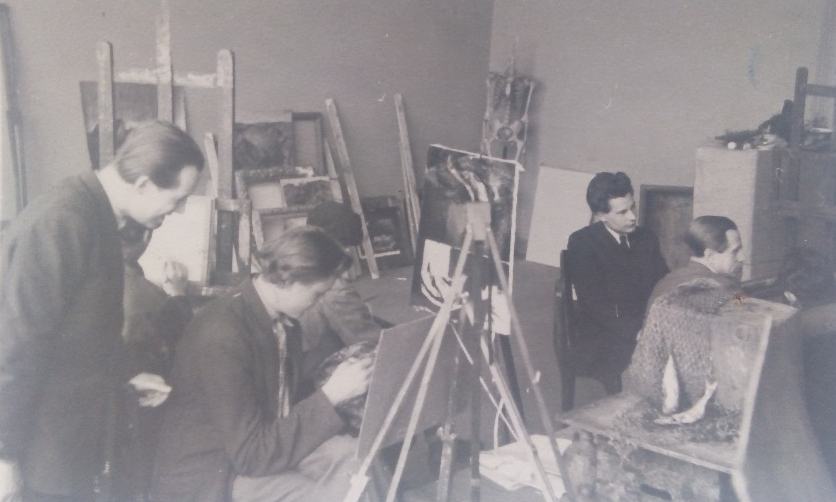
Vyučovací hodina na Akademii výtvarných umění
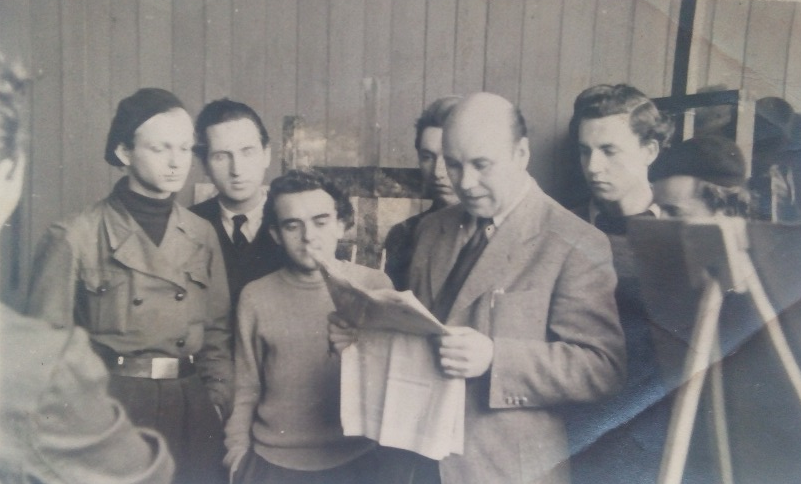
Jaroslav Kopecký s kolegy na Akademii výtvarných umění
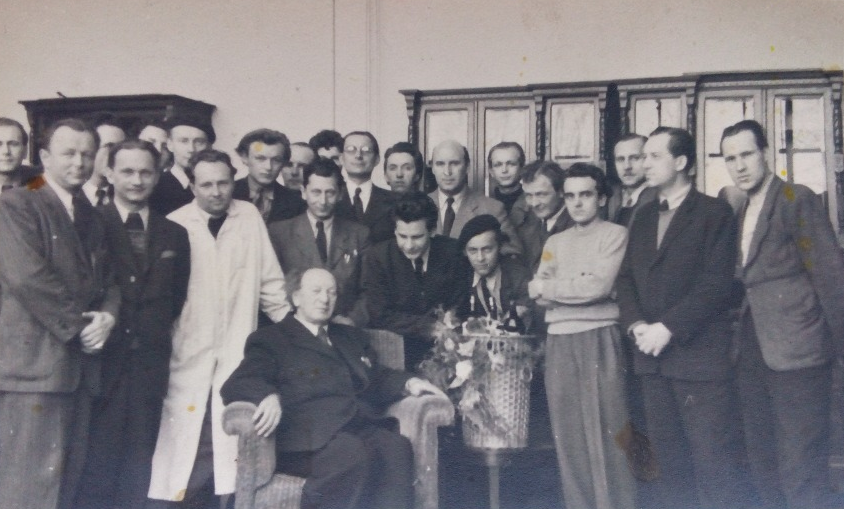
Otakar Nejedlý se svými studenty
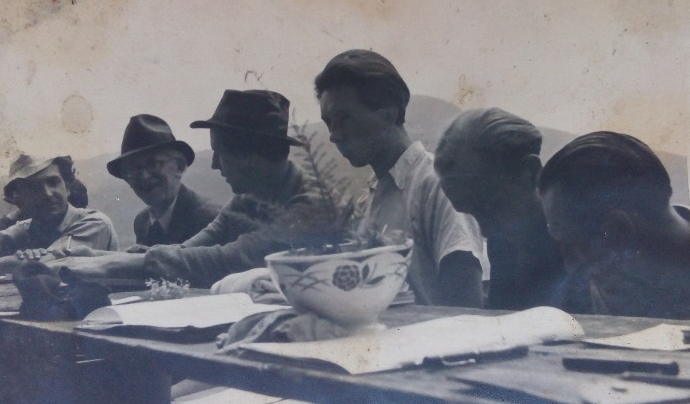
Malování v přírodě
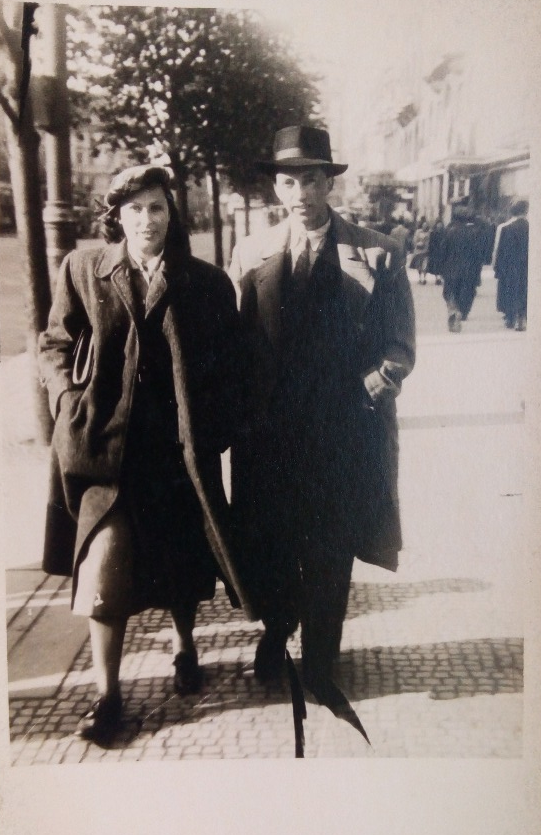
Jaroslav Kopecký s manželkou Hildou
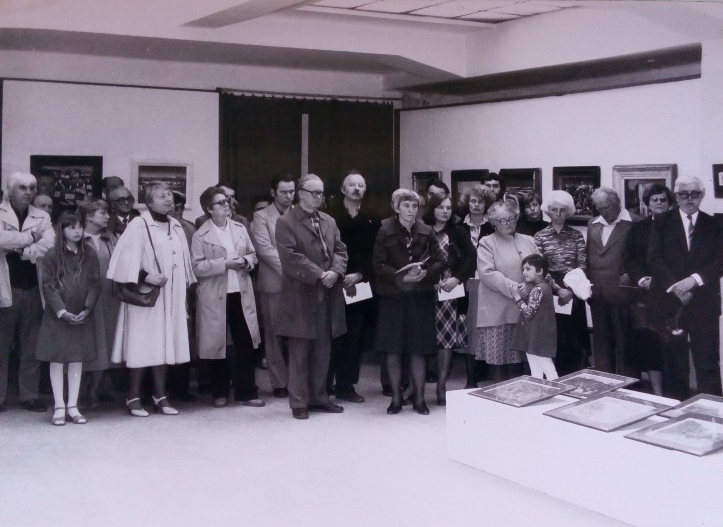
Zahájení výstavy
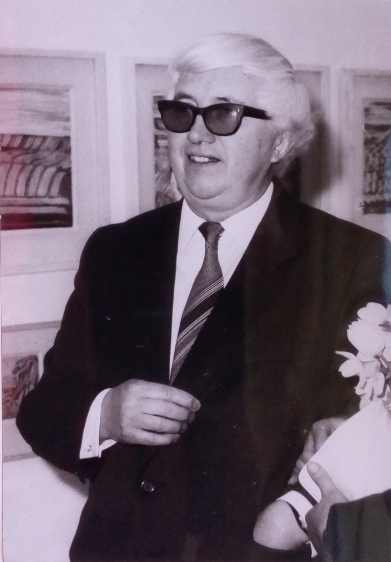
Jaroslav Kopecký
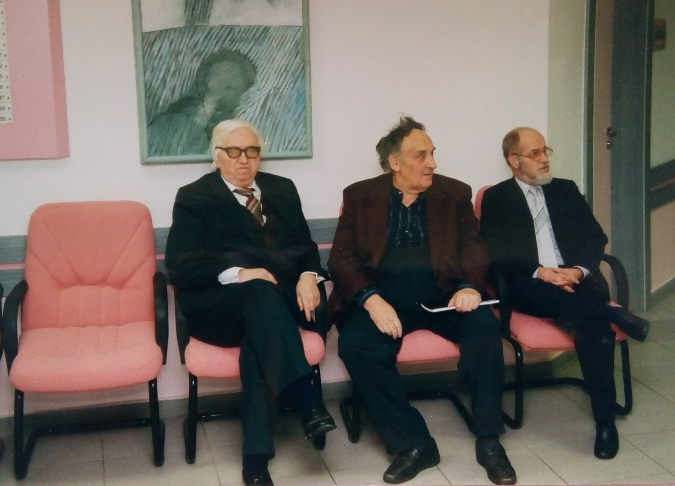
Jaroslav Kopecký s Vladimírem Komárkem
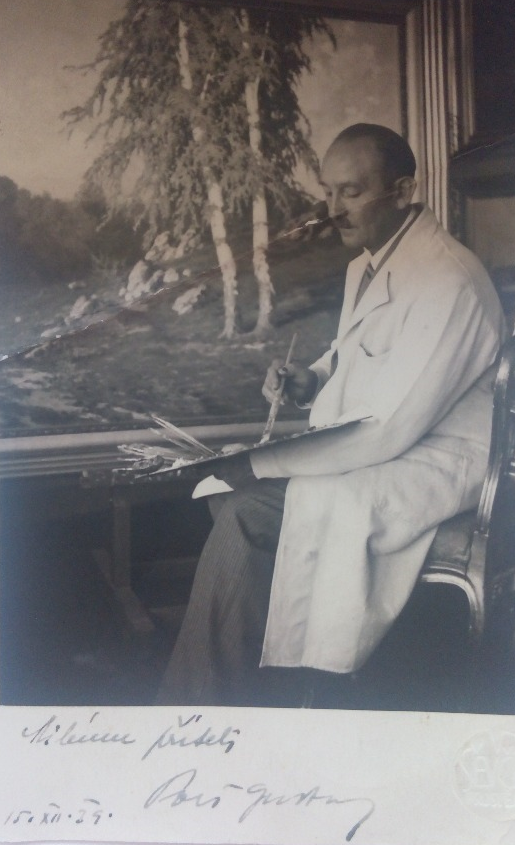
Fotografie Gustava Porše Gustavem Poršem s věnováním
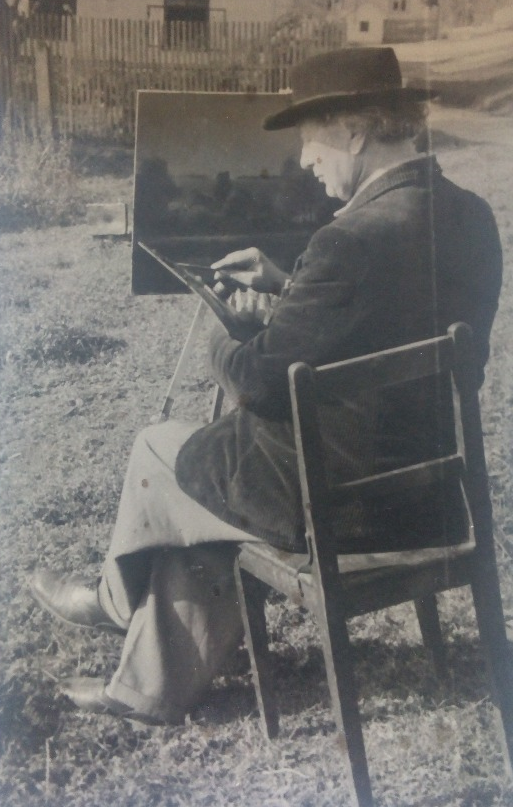
Otakar Nejedlý

### Monotyp - Potvrzení o vytvoření nové výtvarné techniky

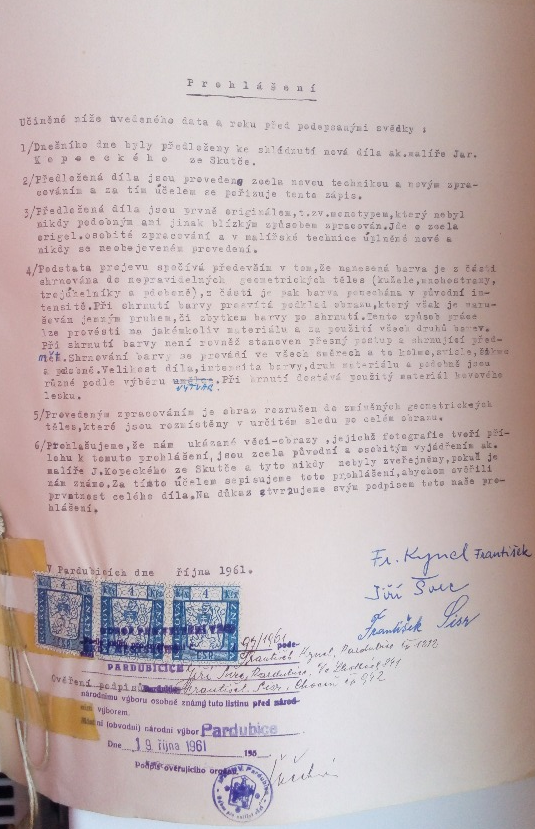
Potvrzení o vytvoření vlastní výtvarné techniky - monotyp